# Église Saint-Germain-de-Paris de Cléry-en-Vexin
Pour les articles homonymes, voir Église Saint-Germain.
L'église Saint-Germain-de-Paris est une église catholique paroissiale située à Cléry-en-Vexin, en France. Elle se compose de deux ensembles architecturaux relativement homogènes et bien conservés. L'un remonte au début du XIIIe siècle et se compose du transept, du clocher en bâtière central et du chœur carré ; l'autre remonte au XVIe siècle et comporte la nef avec ses bas-côtés. Commencé dans un style encore purement gothique flamboyant, le bas-côté sud présente déjà des finitions dans le style de la Renaissance. Les richesses de l'église sont son élégant clocher, qui a peut-être inspiré celui d'Auvers-sur-Oise, le portail occidental richement sculpté dans le style gothique flamboyant, les belles voûtes d'ogives d'origine de la croisée du transept, du croisillon nord et du chœur, et la curieuse ornementation des trois voûtes de la nef. L'église est classée monument historique depuis 1929. Elle est affiliée au secteur pastoral du Vexin ouest avec siège à Magny-en-Vexin, et les messes dominicales n'y sont célébrées plus qu'irrégulièrement, deux fois par an.

## Localisation

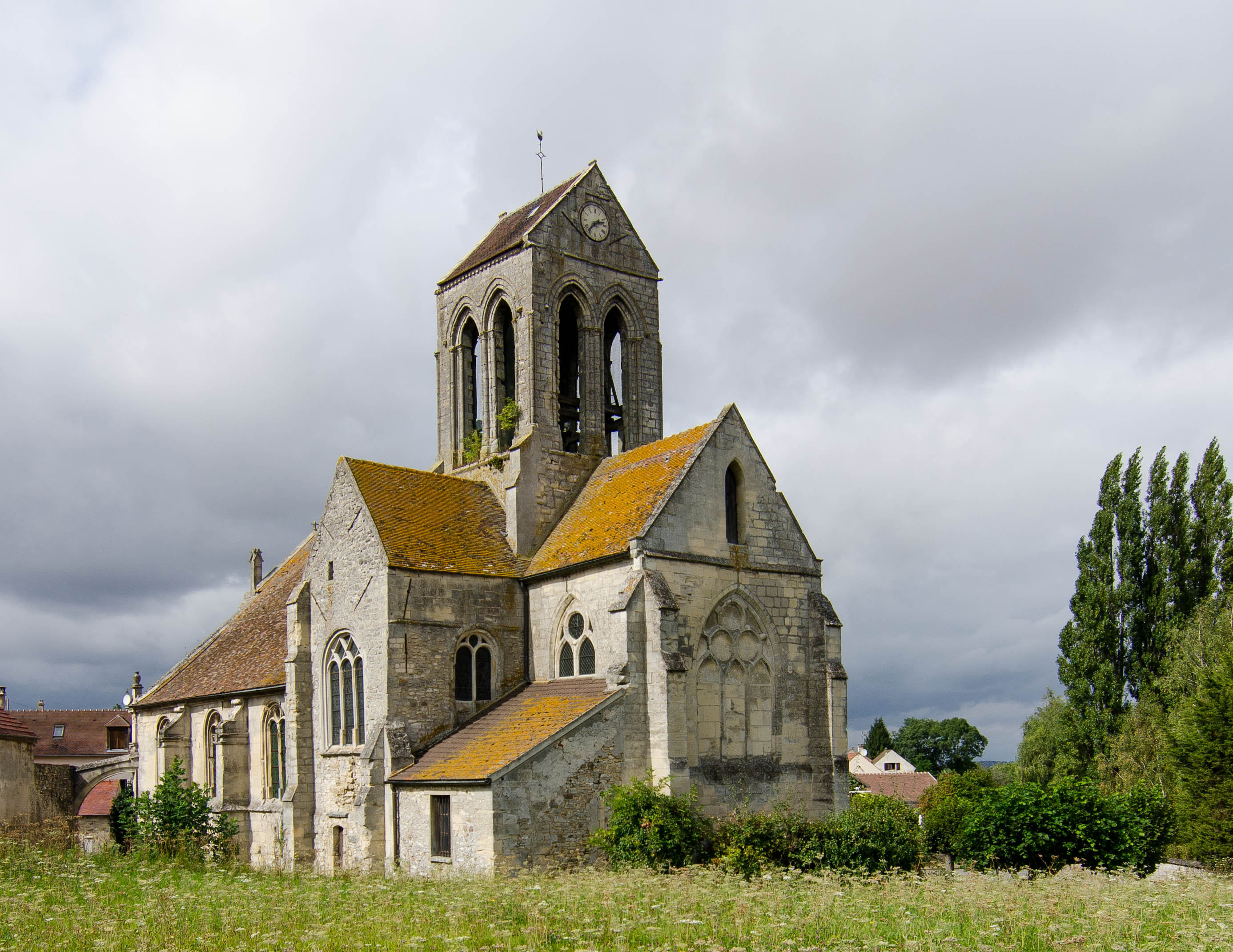
Vue depuis le sud-est.

L'église est située en France, en région Île-de-France et dans le département du Val-d'Oise, dans le Parc naturel régional du Vexin français, sur la commune de Cléry-en-Vexin, au centre du village, place de l'Église. Il ne s'agit pas d'une place à proprement parler, mais de l'ancien cimetière, qui surplombe légèrement la rue du Bâtiment, au nord, et la rue du Logis, à gauche. Aménagé en pelouse et bordé d'arbres au nord de l'église, l'ancien cimetière comporte aussi une partie sans entretien, au sud. Un petit parvis utilisé comme parking par les riverains se situe devant la façade occidentale. Il faut gravir deux marches d'escalier pour accéder au portail occidental. Au nord, le dénivelé entre la place et le niveau du sol de l'église est plus important, ce qui est mis en exergue par un mur de soutènement près de l'élévation septentrionale. L'édifice est dégagé de bâtiments contigüs, et l'on peut en faire le tour. Cependant, l'élévation méridionale se rapproche d'un ancien corps de ferme, et il n'est pas possible de l'apprécier en prenant du recul. Comme particularité, un arc en maçonnerie relie la façade de l'église à ce corps de ferme.

## Historique

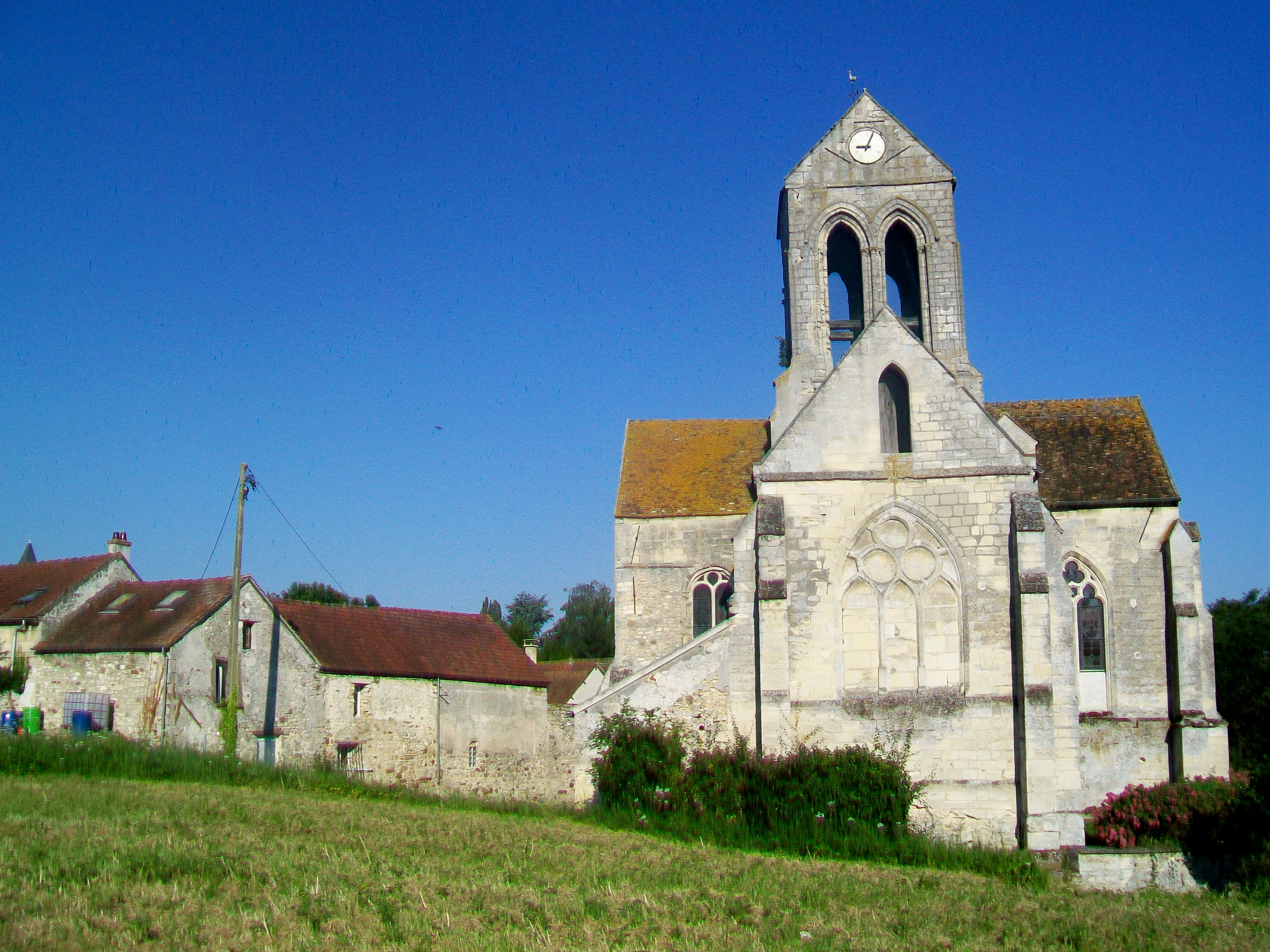
Vue générale depuis l'est.

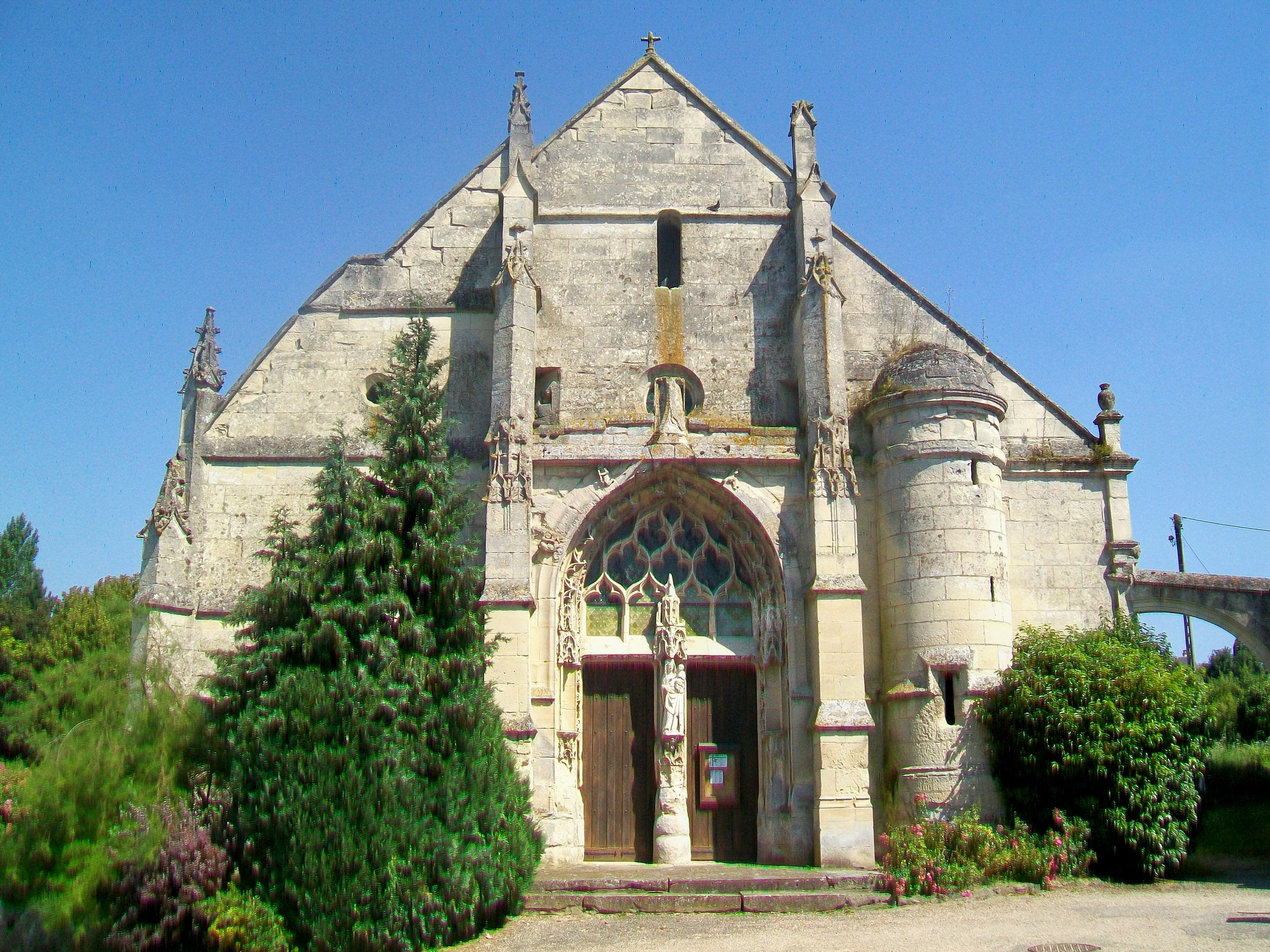
Façade occidentale flamboyante.

Les origines de la paroisse se perdent dans le temps. L'abbé Vital Jean Gautier situe sa fondation au VIIe siècle. Le patron de l'église est saint Germain de Paris, évêque de Paris mort en 576. Sous l'Ancien Régime, Cléry-en-Vexin relève du doyenné de Magny-en-Vexin, de l'archidiaconé du Vexin français avec siège à Pontoise et de l'archidiocèse de Rouen. Le collateur de la cure est l'abbé de l'abbaye Saint-Martin de Pontoise, à laquelle elle fut donnée vers 1099 par Raoul II et Raoul III Deliès. L'église actuelle est au moins le deuxième ou le troisième édifice au même emplacement, mais l'on ignore tout sur les édifices précédents. Selon  l'Histoire de Meullant de Lévrier, manuscrit conservé à la bibliothèque nationale, l'église de Cléry fait partie des dix-sept églises dites du vœu d'Agnès de Montfort, qu'elle aurait promis de faire bâtir si son mari Galéran IV de Meulan rentre de croisade sain et sauf. Il rentre en effet en 1156, et les églises auraient toutes été réalisées dans un délai de sept à dix ans, avec des clochers en pierre de taille d'une belle structure. Si ce vœu s'est réalisé, l'on peut néanmoins affirmer que les parties les plus anciennes de l'église actuelle ne sont pas antérieures au début du XIIIe siècle. De cette époque, datent le transept, le clocher en bâtière se dressant au-dessus de la croisée du transept, et le chœur carré. La nef et son bas-côté nord peuvent être datés du second quart du XVIe siècle. La façade occidentale de style gothique flamboyant est souvent comparée avec celle de l'église Saint-Denis de Serans et attribuée à l'architecte Robert Grappin. Le portail de Serans aurait été commandé par Pierre le Boucher d'Hardeville, qui fut également seigneur de Cléry. Le bas-côté sud est un peu plus récent et affiche le style de la Renaissance. Au moment de sa construction, le croisillon sud est revoûté, et le remplage de ses fenêtres est refait,,.
La Révolution française met un terme à la hiérarchie ecclésiastique traditionnelle et apporte le regroupement de l'ensemble des paroisses du département de Seine-et-Oise dans le nouveau diocèse de Versailles. Aucun auteur n'a encore étudié l'histoire de la paroisse depuis le Concordat de 1801, bien que les sources sont certainement plus nombreuses que pour l'Ancien Régime. En 1887, le conseil de fabrique vend les vantaux en bois du portail occidental. Sculptés de médaillons et d'arabesques Renaissance, ils n'étaient pas sans mérite. En 1903, Léon Plancouard déplore une restauration « à outrance et inexacte de la base du clocher » à la fin du XIXe siècle, qui a effacé des inscriptions en onciale et des marques de tâcheron. Vers la même époque, le repavage de l'intérieur en carreaux d'Arthies et d'Auneuil a fait disparaître la cinquantaine de plaques funéraires qu'abritait de l'église. Léon Plancouard a réuni une partie des épitaphes, et listé les défunts dont il a pu retrouver les noms. En septembre 1903, le cimetière autour de l'église est transféré vers son emplacement actuel, en dehors du village. Louis Régnier cite l'église de Cléry parmi celles où la Renaissance est mêlée à l'art gothique, qui domine parfois presque entièrement jusqu'en 1550. « Telles sont les églises de Bennecourt, Cléry, Écouen, Ézanville, La Roche-Guyon, Mézy-sur-Seine, Parnes, Serans, Sérifontaine, Tourny, Vauréal, etc. Quelques-unes d'entre elles sont d'excellents spécimens du style de la dernière période ogivale appliqué aux églises rurales ». L'édifice est classé au titre des monuments historiques par arrêté du 18 novembre en 1929. Depuis 1966, la paroisse de Cléry est affiliée au diocèse de Pontoise, dont l'érection va de pair avec la refonte des départements d'Île-de-France et la création du département du Val-d'Oise. Le village n'a depuis longtemps plus de prêtre résident, et la paroisse est desservie par le curé de Magny-en-Vexin ou son vicaire, dans le cadre du secteur pastoral du Vexin ouest. Les messes dominicales sont célébrées en l'église Saint-Germain irrégulièrement, environ deux fois par an.

## Description

### Aperçu général

Plan de l'église.

Orientée régulièrement, l'église Saint-Germain-de-Paris suit un plan cruciforme simple et se compose d'une nef de trois travées accompagnée de ses bas-côtés ; d'un transept non débordant dont la croisée du transept sert de base au clocher ; et d'un chœur carré au chevet plat, d'une seule travée et sans chapelles latérales. Une sacristie se situe dans l'angle entre croisillon sud et chœur. Une tourelle d'escalier existe en façade, devant le bas-côté sud, et une cage à horloge dans l'angle entre croisillon nord et chœur. Toutes les travées sont approximativement carrées ou barlongues, et voûtées d'ogives. La longueur dans-œuvre de l'église est de 26,20 m, ce qui la classe parmi les modestes églises de village ; 6,00 m incombent au carré du transept et 4,50 m au chœur. Le transept mesure 14,50 m dans le sens transversal (nord-sud). La largeur de la nef est de 5,50 m, et celle des bas-côtés en est relativement proche, avec 4,50 m. La hauteur sous le sommet des voûtes est de 8,70 m dans la nef, de 8,50 m dans la croisée du transept et le chœur, de 8,20 m dans les croisillons, et de 6,00 m dans les bas-côtés. L'on accède à l'église par le portail occidental, ou une petite porte au sud du croisillon sud. La nef et les bas-côtés sont recouverts ensemble par une toiture unique à deux rampants, avec  un pignon en façade. Les parties orientales sont munies de toits en bâtière, avec trois pignons aux extrémités nord, est et sud.

### Intérieur

#### Nef

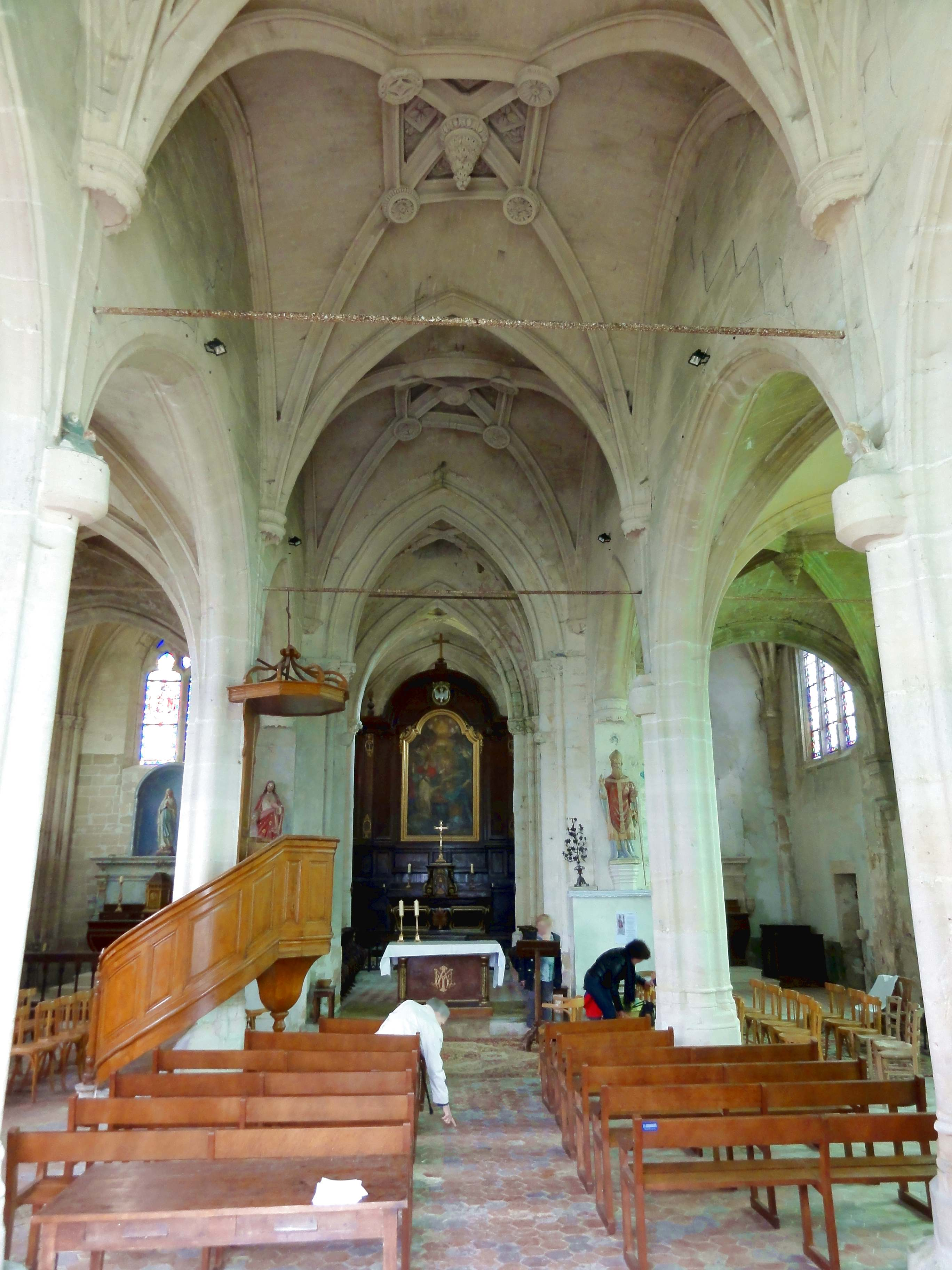
Nef, vue vers l'est.

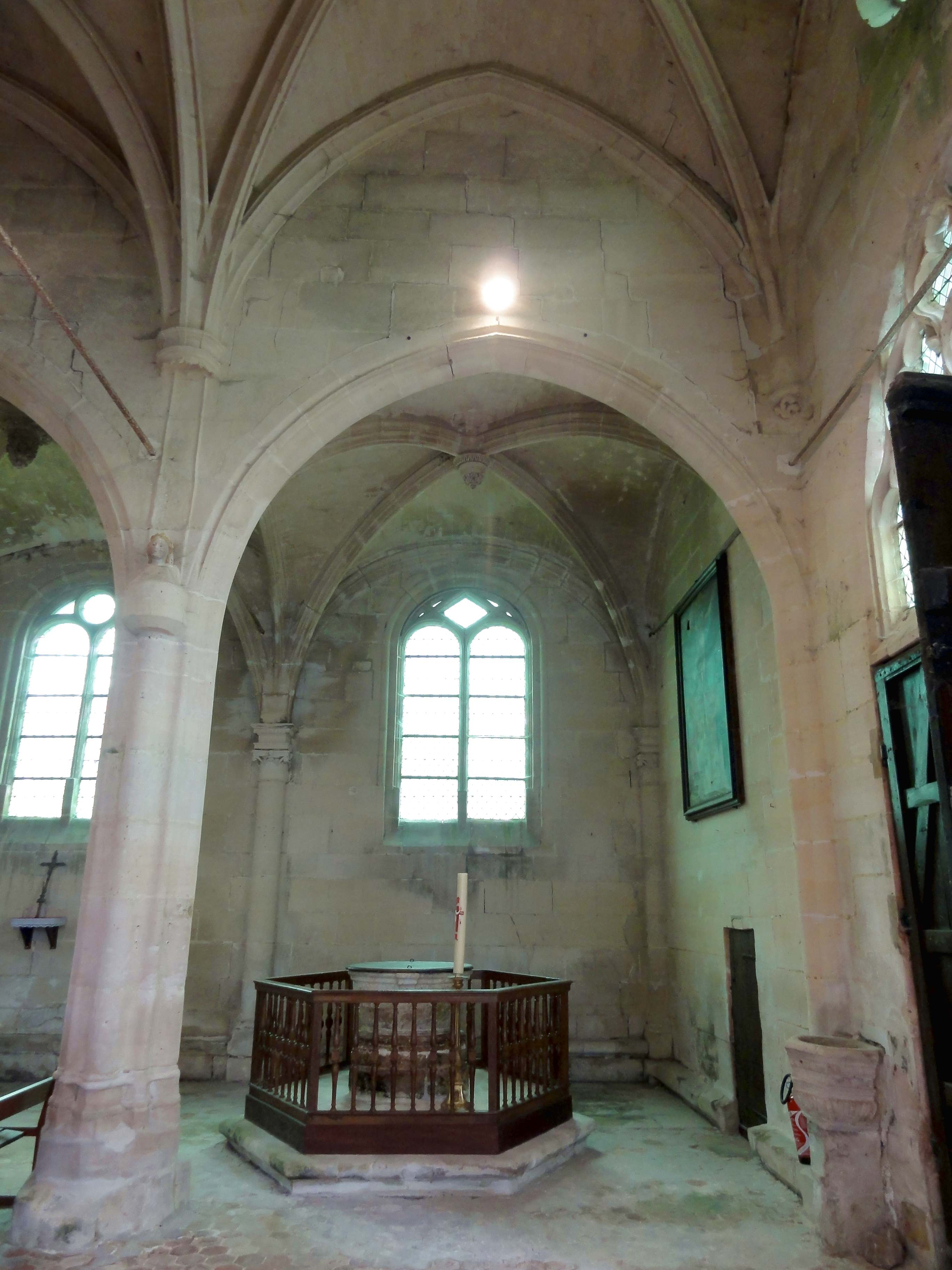
1re travée, élévation sud.

La nef est d'un style flamboyant tardif. Avec une hauteur à peine supérieure à deux fois et demi la largeur, il lui manque l'élancement, ce qui est un trait commun à la plupart des édifices flamboyants en milieu rural. Cependant, la finesse des piliers ondulés, la largeur des grandes arcades et leur hauteur importante confèrent à la nef une certaine élégance et légèreté. En effet, les bas-côtés atteignent presque les trois quarts de la hauteur du vaisseau central, ce qui réduit la portion de murs aveugles au-dessus des grandes arcades et atténue l'inconvénient de l'absence de fenêtres hautes, qui est également commun à la plupart des églises flamboyantes dans la région, sauf quelques édifices plus importants, tels que L'Isle-Adam et Vétheuil. Cette disposition permet de réaliser des économies dans la construction, car il n'y a pas besoin d'arcs-boutants et une charpente unique suffit pour les trois vaisseaux. Les piliers ondulés sont à huit renflements, comme à Saint-Étienne de Beauvais, Chaumont-en-Vexin et Serans, et non à quatre, ce qui est plus généralement le cas dans les églises de petites dimensions utilisant ce type de pilier, et même à Vétheuil. Les ondulations regardant vers les grandes arcades et les arcs-doubleaux sont légèrement plus fortes que les autres. Chaque ondulation possède sa propre base, qui se compose, du haut vers le bas, d'une plinthe moulurée et d'une section polygonale. Les socles sont octogonaux. Leur partie inférieure est difforme, ce qui donne à penser que le niveau du sol a été abaissé. L'arc brisé règne sur les grandes arcades et les voûtes. Les grandes arcades sont au profil d'un large tore entre des moulures piriformes dégagées par des cavets. Elles pénètrent directement dans les piliers, sans interposition de chapiteaux.
Le système des piliers ondulés veut en principe qu'au moins un renflement monte sur les murs jusqu'à la retombée des hautes-voûtes. En l'occurrence, au-dessus des piliers libres des grandes arcades, le renflement tourné vers la nef bute sur une console au niveau des impostes des grandes arcades. Cette console est de section cylindrique et non sculptée. Elle est destinée à recevoir une statue, mais à présent, ne restent plus que quelques têtes sculptées. À partir de la console, un pilastre monte jusqu'au dais qui termine cette niche seulement esquissée. Le dais est d'une facture très simple et seulement festonné. Il ne forme qu'un avec les culs-de-lampe polygonaux qui reçoivent les nervures des hautes-voûtes. Ce parti évoque une disposition semblable dans l'abside de Jagny-sous-Bois, qui a trouvé une expression plus sophistiquée au Mesnil-Aubry, à Chennevières-lès-Louvres et Roissy-en-France. Dans les quatre angles de la nef, la disposition est différente. Il n'y a pas de niches à statues au même emplacement, mais pas non plus d'ondulation pour relier visuellement les grandes arcades aux hautes-voûtes. Les nervures sont reçues sur des culs-de-lampe sculptés de feuillages ou de personnages, qui reflètent bien l'esprit flamboyant. À la fin des grandes arcades, soit à l'ouest des piles occidentales du clocher, des niches à statues analogues à celles déjà décrites sont ménagées dans le piédroit des arcades et y interrompent les ondulations. Les voûtes sont établies sur des croisées d'ogives simples et munies de formerets. Le profil prismatique est d'un type courant en Île-de-France. Avant la retombée, les filets saillants qui encadrent chacune des nervures s'entrecroisent. Ce qui est remarquable dans la nef sont les clés de voûte. Aux sommets des voûtes, de courtes branches transversales réunissent les ogives entre elles et dessinent un carré. La clé de voûte centrale et les quatre clés de voûte secondaires aux points de rencontre sont légèrement pendantes et ornées de rosaces à feuillages dans le goût de la Renaissance. Les quatre caissons triangulaires définis par les branches transversales sont décorés de motifs en bas-relief, dont des rosaces, des médaillons et des losanges, et dans la troisième travée, les instruments de la Passion. Des voûtes semblables se trouvent à Chérence, Genainville (3e travée des deux vaisseaux), Nucourt, Vétheuil (3e chapelle du nord).

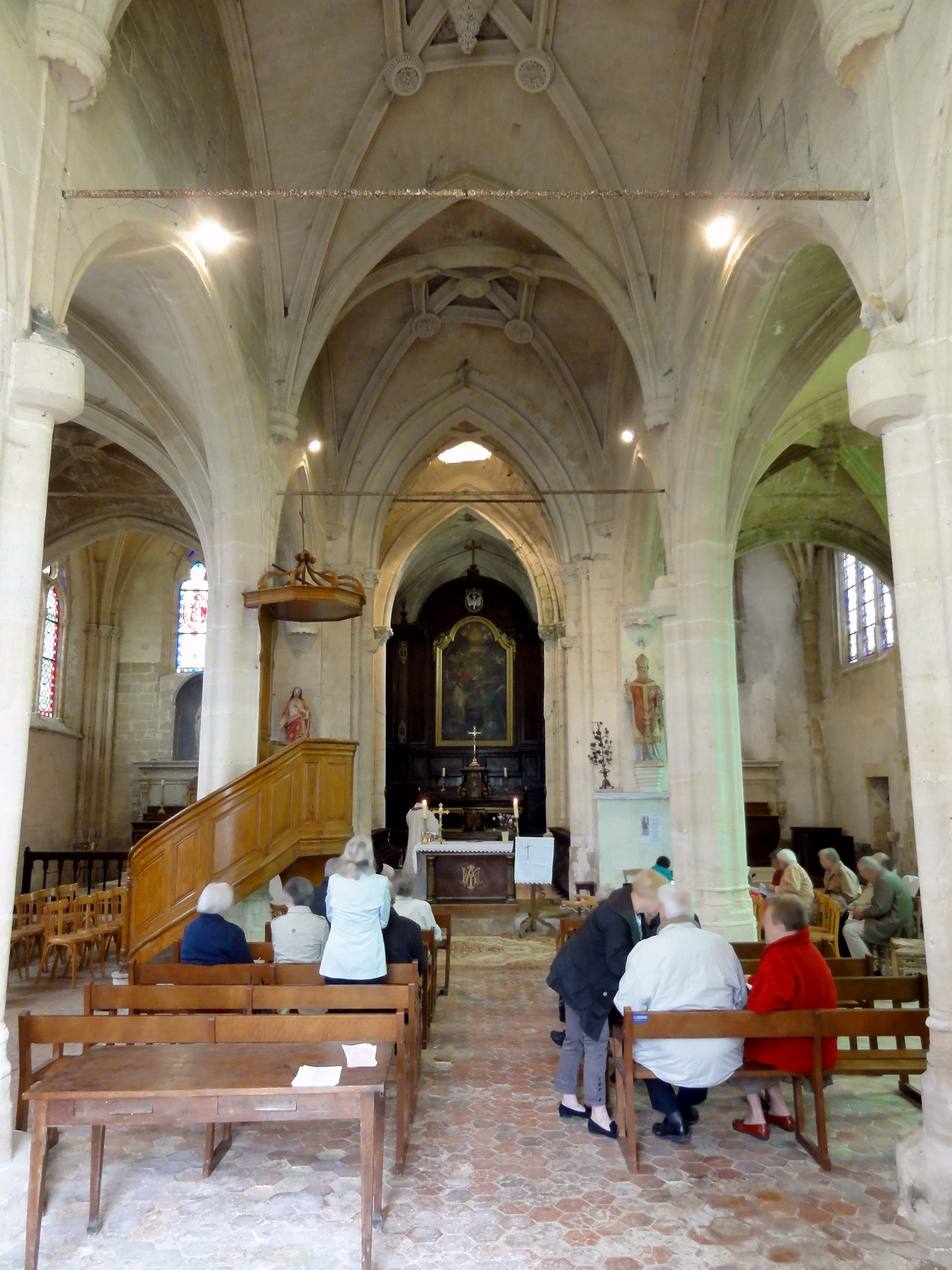
Nef, vue vers l'est.
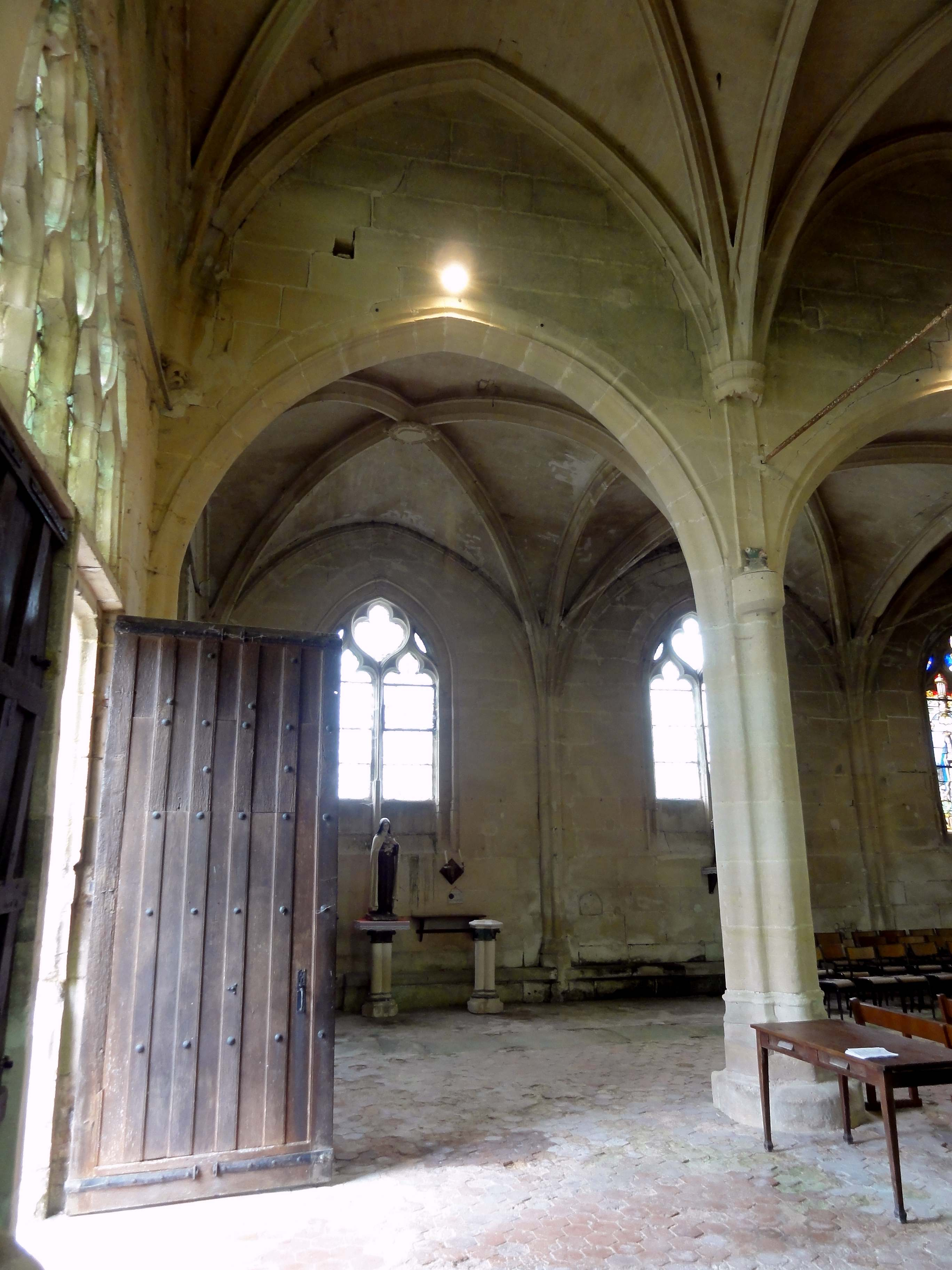
1re travée, élévation nord.
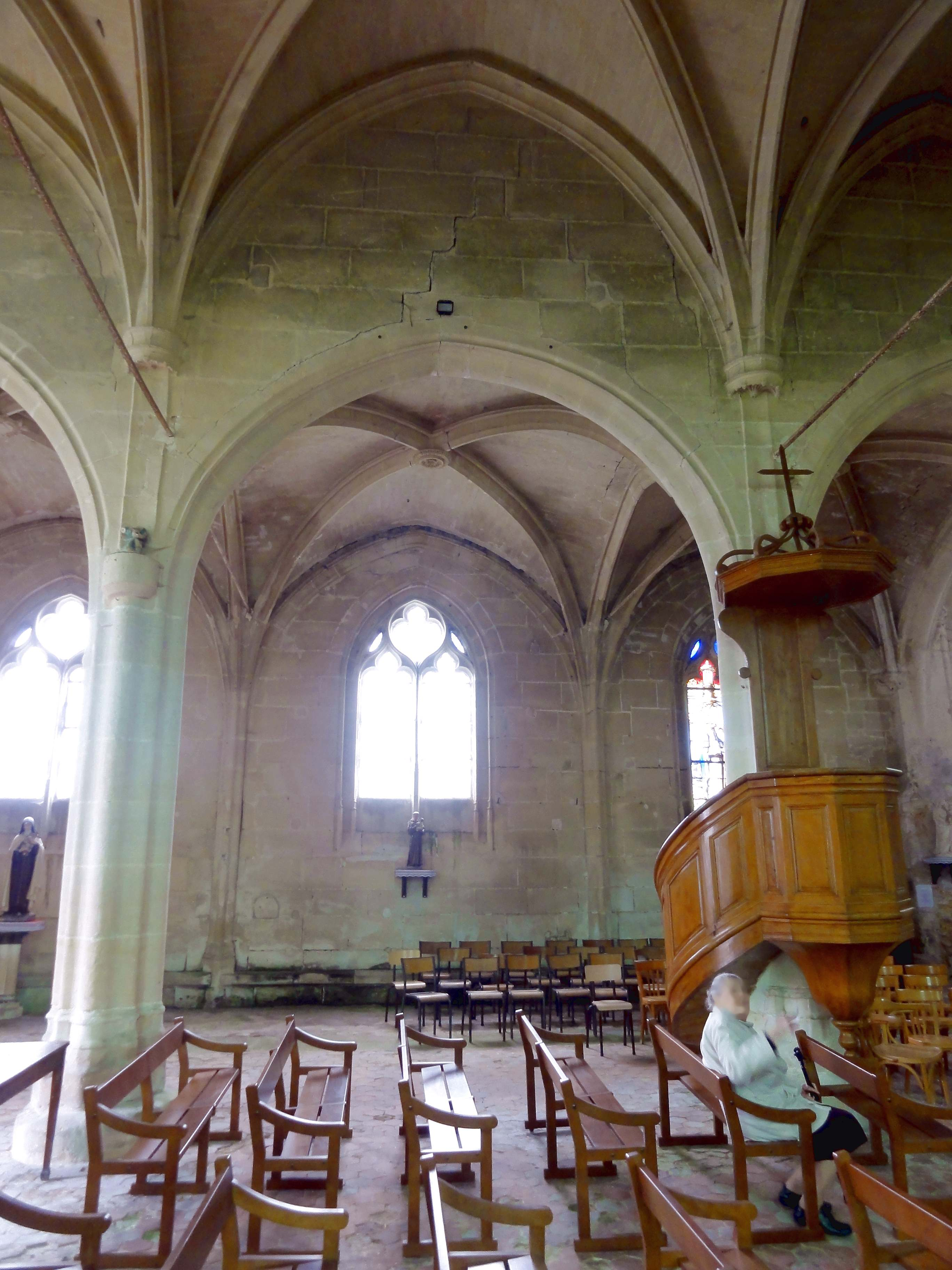
2e travée, élévation nord.
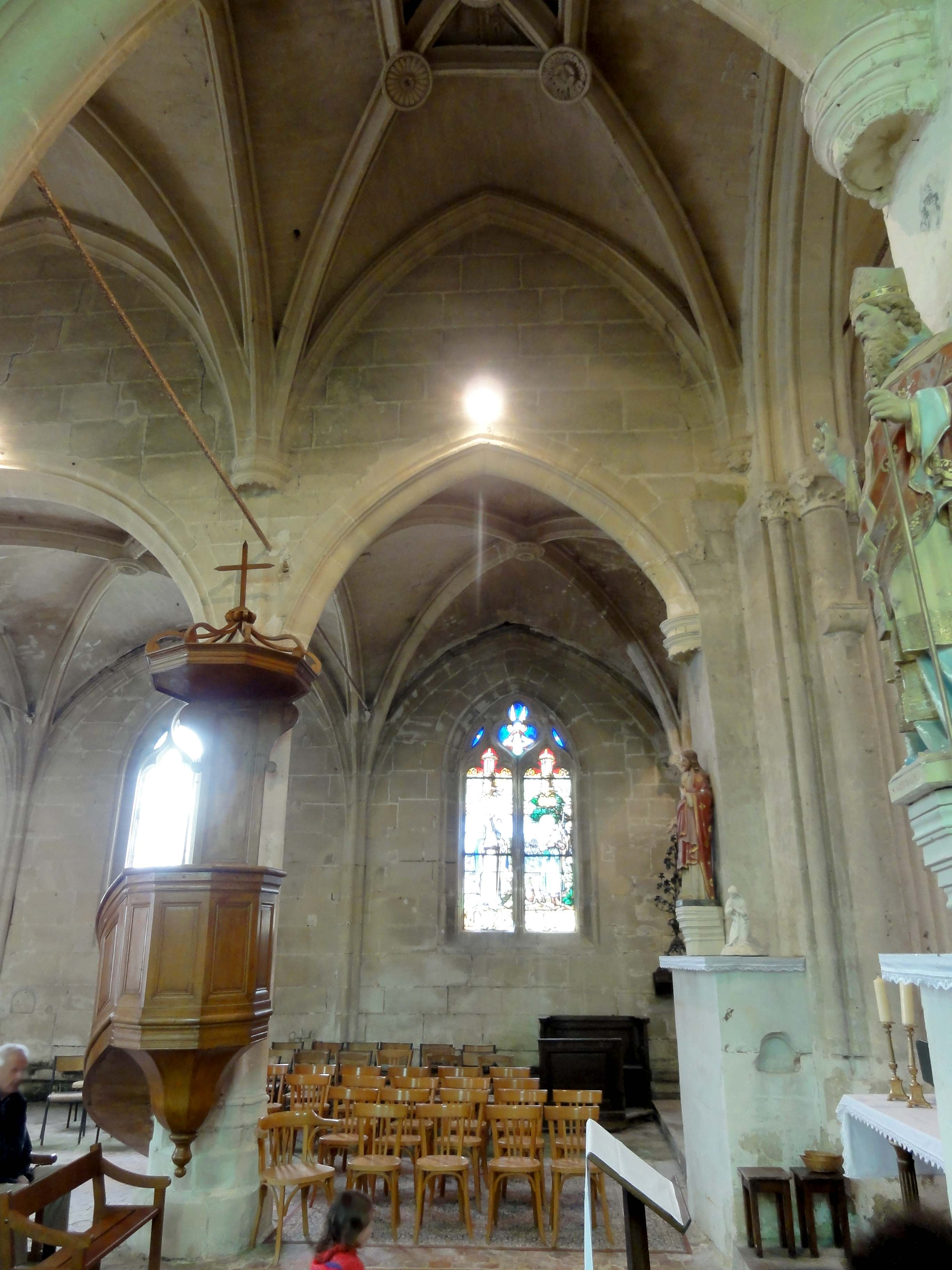
3e travée, élévation nord.
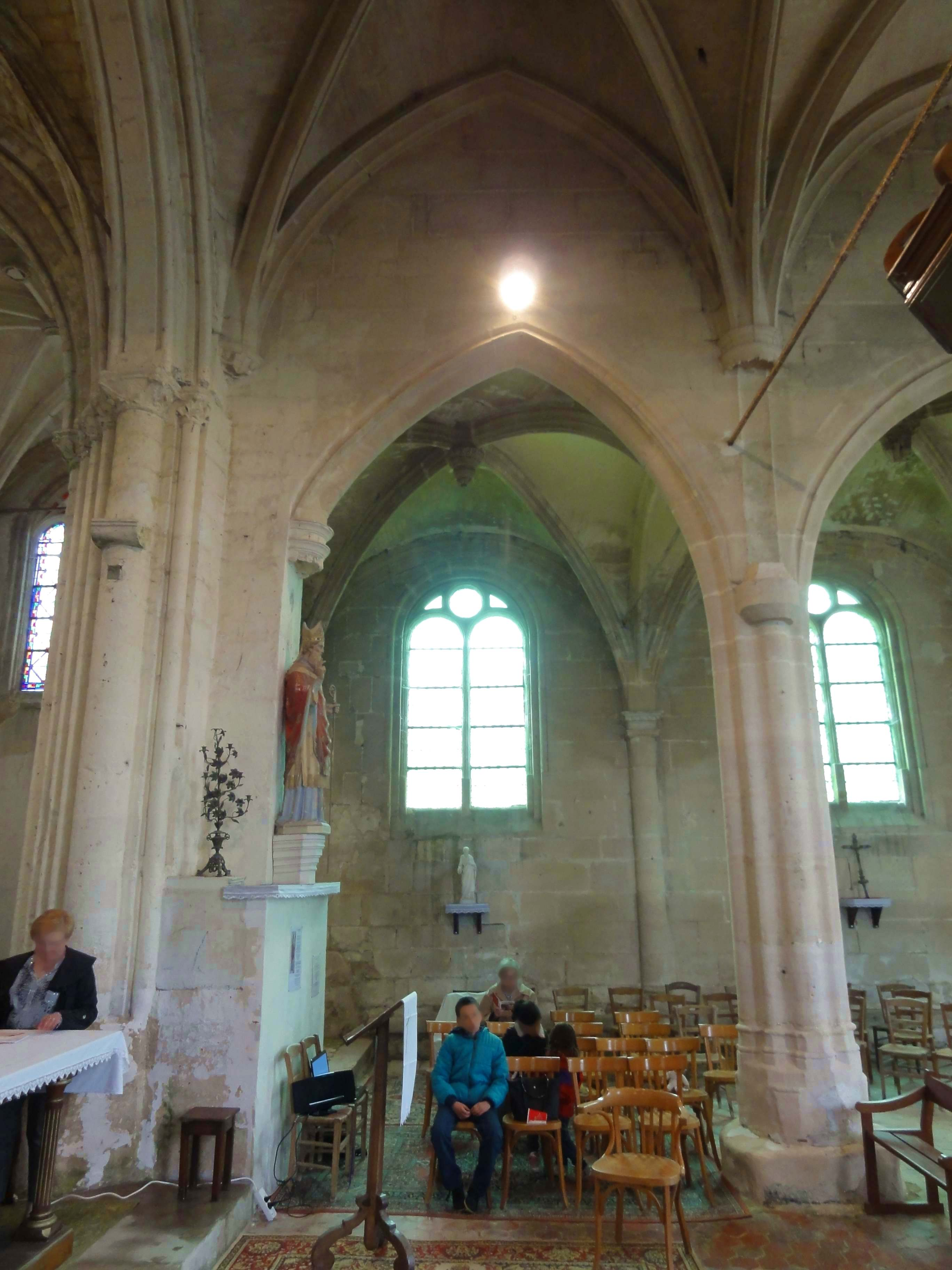
3e travée, élévation sud.
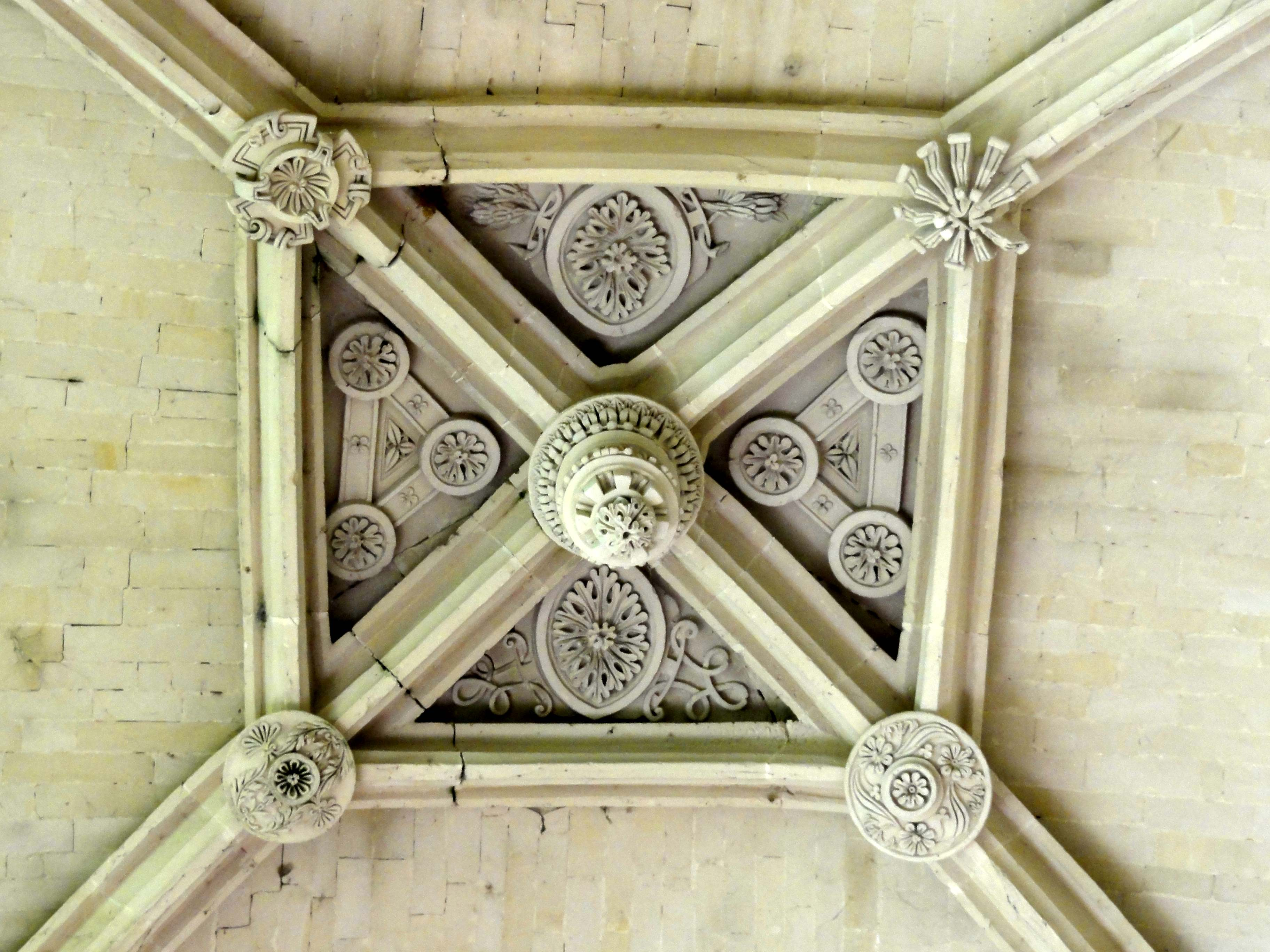
Voûte de la 1e travée.

#### Bas-côtés

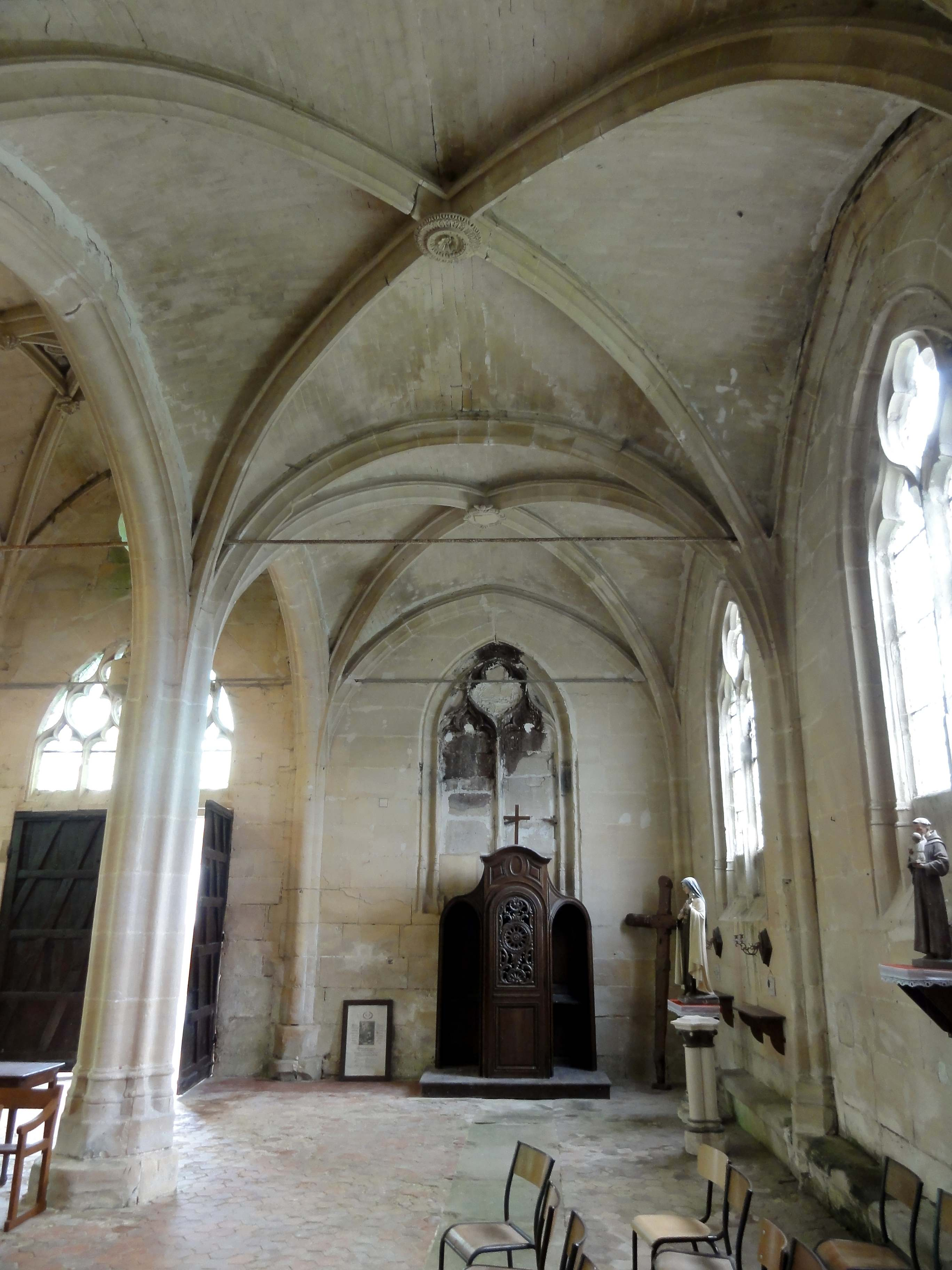
Bas-côté nord, vue vers l'ouest.

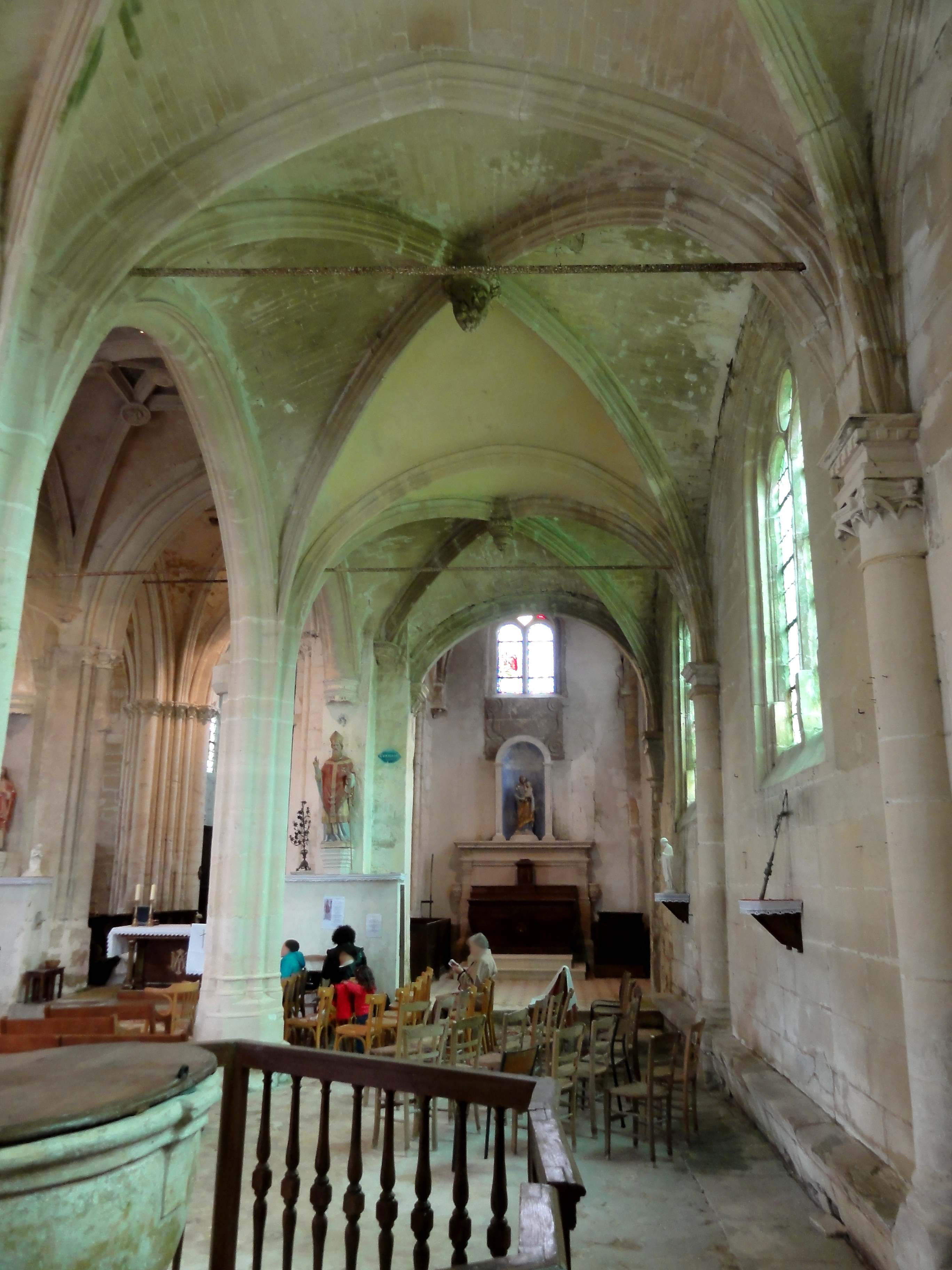
Bas-côté sud, vue vers l'est.

Le bas-côté nord est stylistiquement homogène avec la nef, et a dû être bâti en même temps. L'on note le tracé surbaissé des doubleaux et formerets, qui s'observe déjà sur la deuxième grande arcade du nord. Le premier doubleau est même en plein cintre. De petits piliers ondulés à trois renflements sont engagés dans l'angle nord-ouest et dans le mur gouttereau, tel que l'on en trouve au début des grandes arcades de la nef. À l'est, à la limite avec le croisillon nord, le maître d'œuvre a pris le parti de faire retomber les ogives et formerets sur des culs-de-lampe sculpté de personnages, comme dans les angles de la nef. D'autres exemples se trouvent à Bessancourt, Cormeilles-en-Parisis et Herblay. Quant aux clés de voûte, la première est un écusson arborant seulement un T, entouré d'un rang d'oves et flanqué d'une petite tête de chérubin. Les deux autres sont des disques ornés de motifs de la Renaissance. L'éclairage est assuré par une baie en tiers-point par travée. Une quatrième existait jadis dans le mur occidental. Elle est bouchée, mais son remplage s'est conservé. Il est du reste identique pour l'ensemble des fenêtres du bas-côté nord, et correspond à l'un des modèles les plus répandus à la période flamboyante, avec deux lancettes à têtes trilobées surmontées d'un soufflet trilobé entre deux étroites mouchettes. La modénature des meneaux est aigüe, et elles disposent de bases gothiques,.
Dans le bas-côté sud, le style de la Renaissance ne se limite plus aux clés de voûte. L'arc en plein cintre règne sur les formerets, doubleaux et les fenêtres. Le premier doubleau est toutefois en arc brisé surbaissé. Dans l'angle sud-ouest et au droit du mur gouttereau, les piliers ondulés ont été abandonnés à la faveur de colonnettes uniques aux chapiteaux dérivés du corinthien, où une petite tête humaine ou un satyre se profile au milieu du tailloir. Le troisième chapiteau a disparu. Subsiste toutefois la section d'entablement qui surmonte aussi les chapiteaux conservés, et qui se caractérise par une métope non décorée et une frise de denticules à la corniche. Dans l'angle nord-est, l'ogive retombe sur un cul-de-lampe du même style que les clés de voûte de la nef et du bas-côté nord, tandis que le doubleau vers le croisillon retombe sur deux consoles différentes, dont celle engagée dans le mur méridional reçoit également une ogive. Les deux consoles ont des tailloirs moulurés d'un profil différent. Celle au nord est supporté par deux petites consoles revêtues de feuillages ; celle au sud par un cul-de-lampe arrondi. Les ogives sont émoussées, comme généralement à l'approche du milieu du XVIe siècle. Seul immédiatement au-dessus des piliers, le profil est le même que dans la nef et le bas-côté nord. Les clés de voûte sont pendantes, comme la clé centrale de la seconde travée de la nef. La première et la troisième sont sculptés des feuillages habituels dans le goût de la Renaissance, et rappellent les églises d'Ennery, Magny-en-Vexin, Saint-Gervais et Vétheuil, tandis que la seconde montre une grappe de fleurs et de fruits, et est assez intéressante. Les fenêtres affichent le remplage habituel à la Renaissance, quist constituée de deux formes en plein cintre surmontées d'un oculus. En raison de la présence d'une tourelle d'escalier à l'extérieur, il n'y a jamais eu de fenêtre occidentale,.

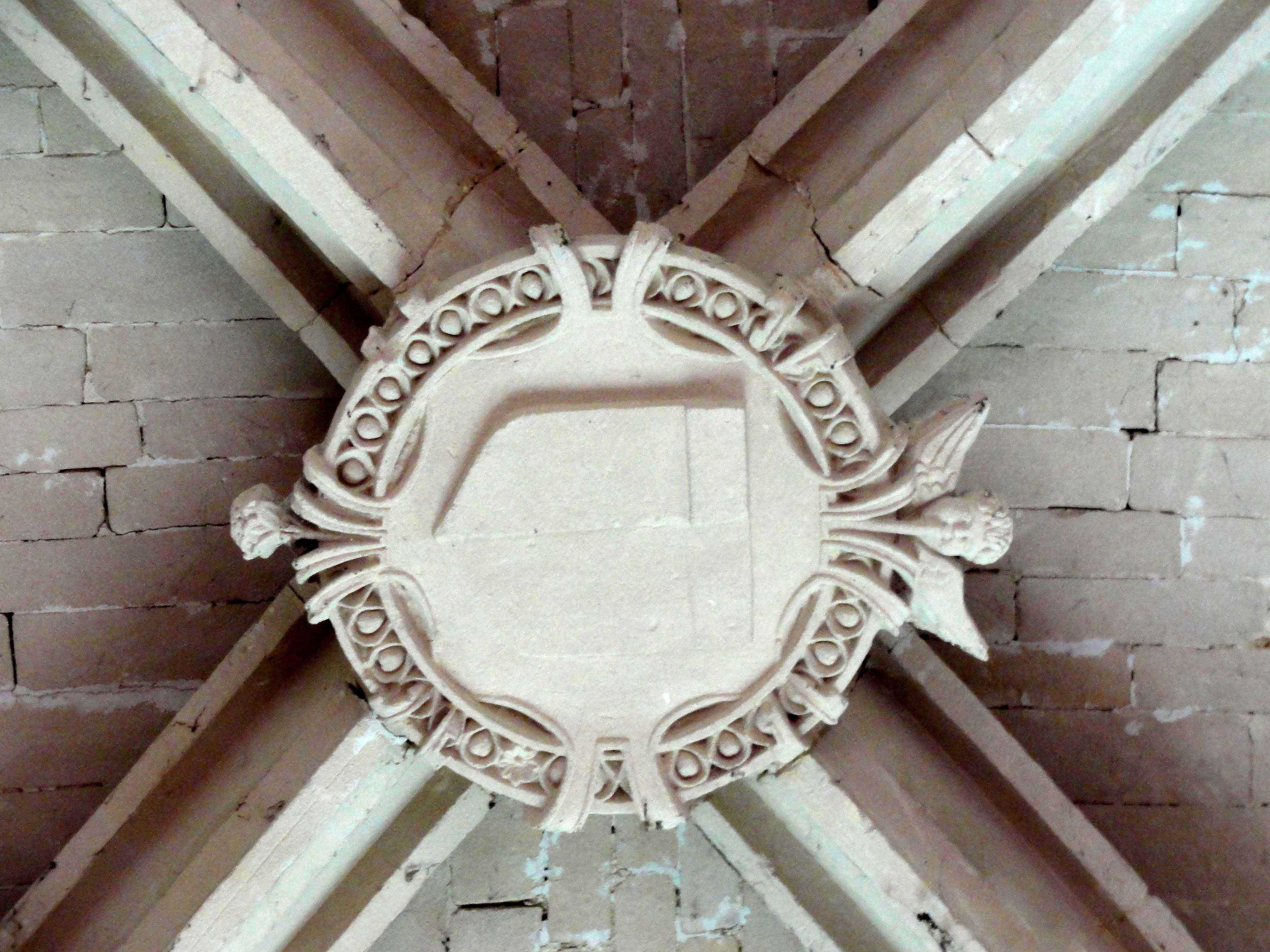
Bas-côté nord, 1re clé de voûte.
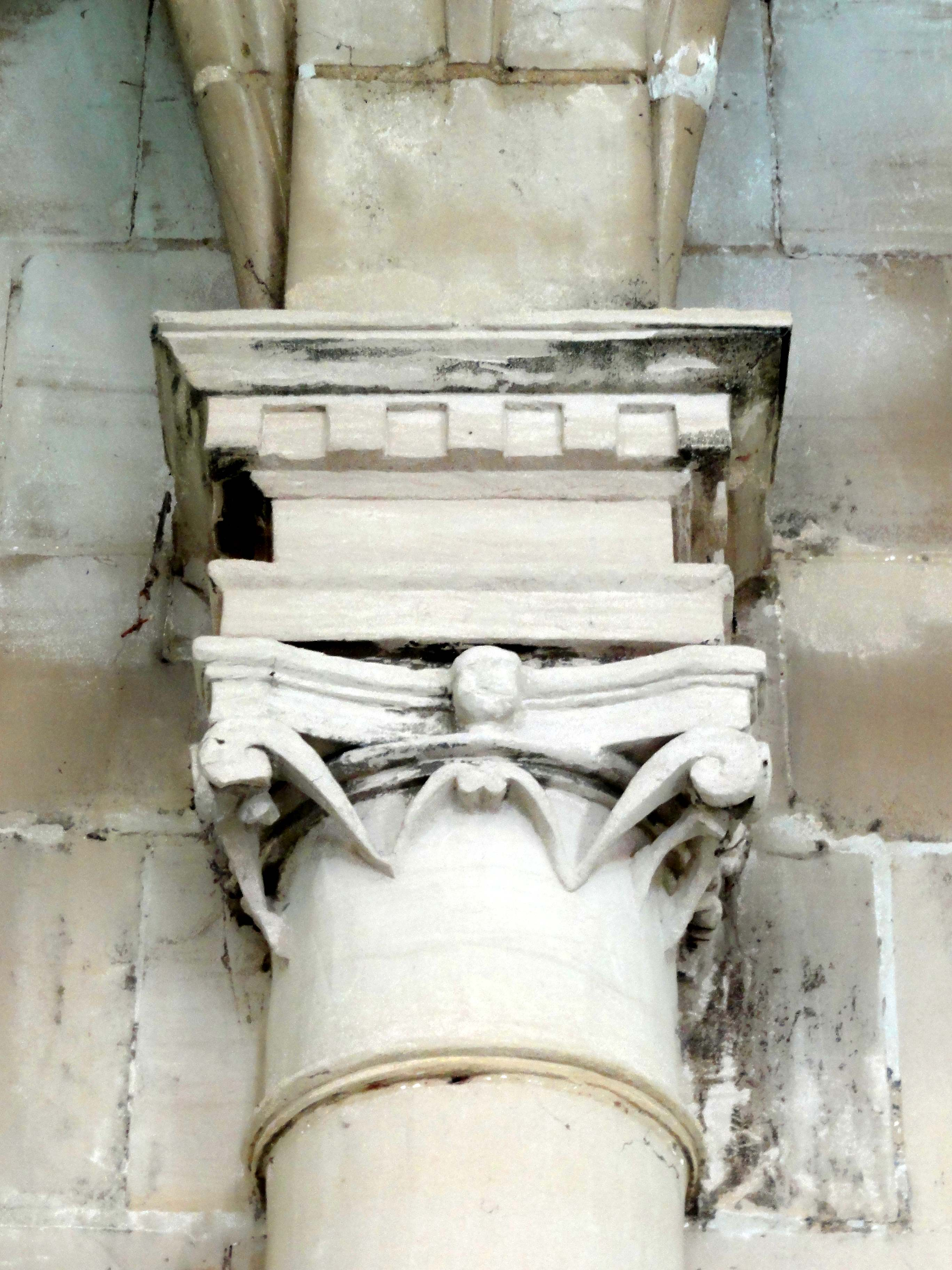
Bas-côté sud, chapiteau engagé du 1er doubleau.
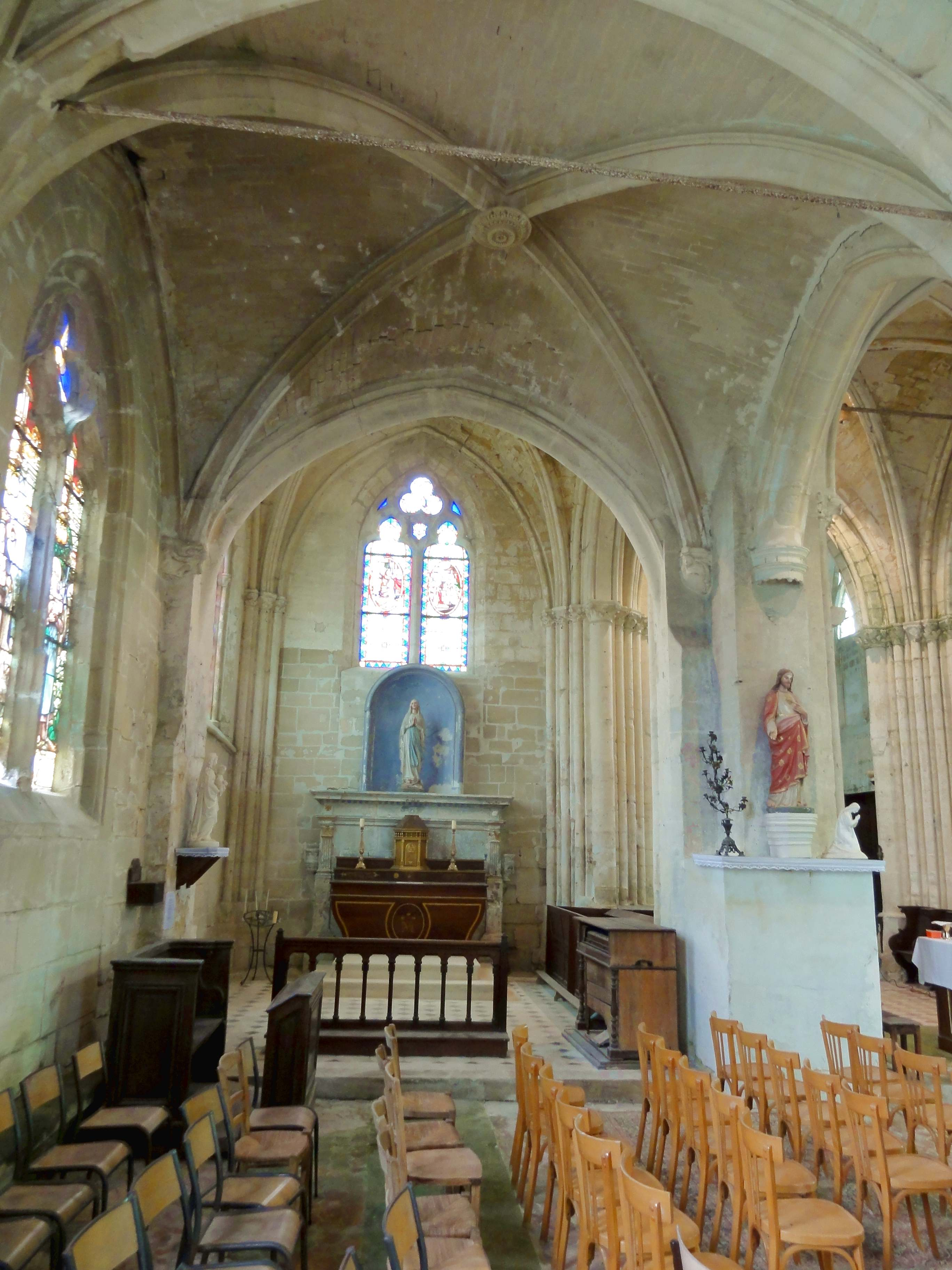
Bas-côté nord, vue vers l'est.
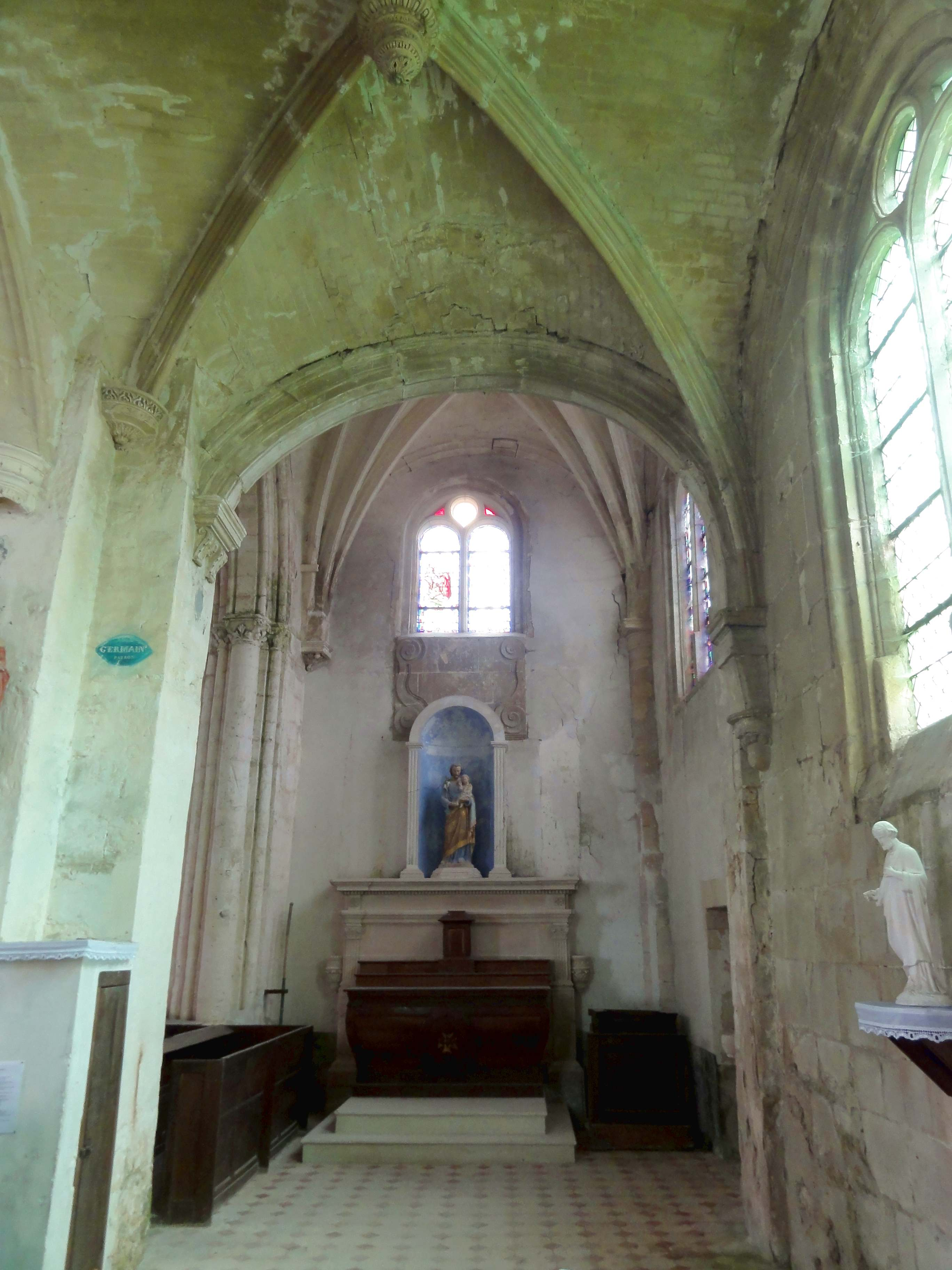
Bas-côté sud, vue vers l'est.
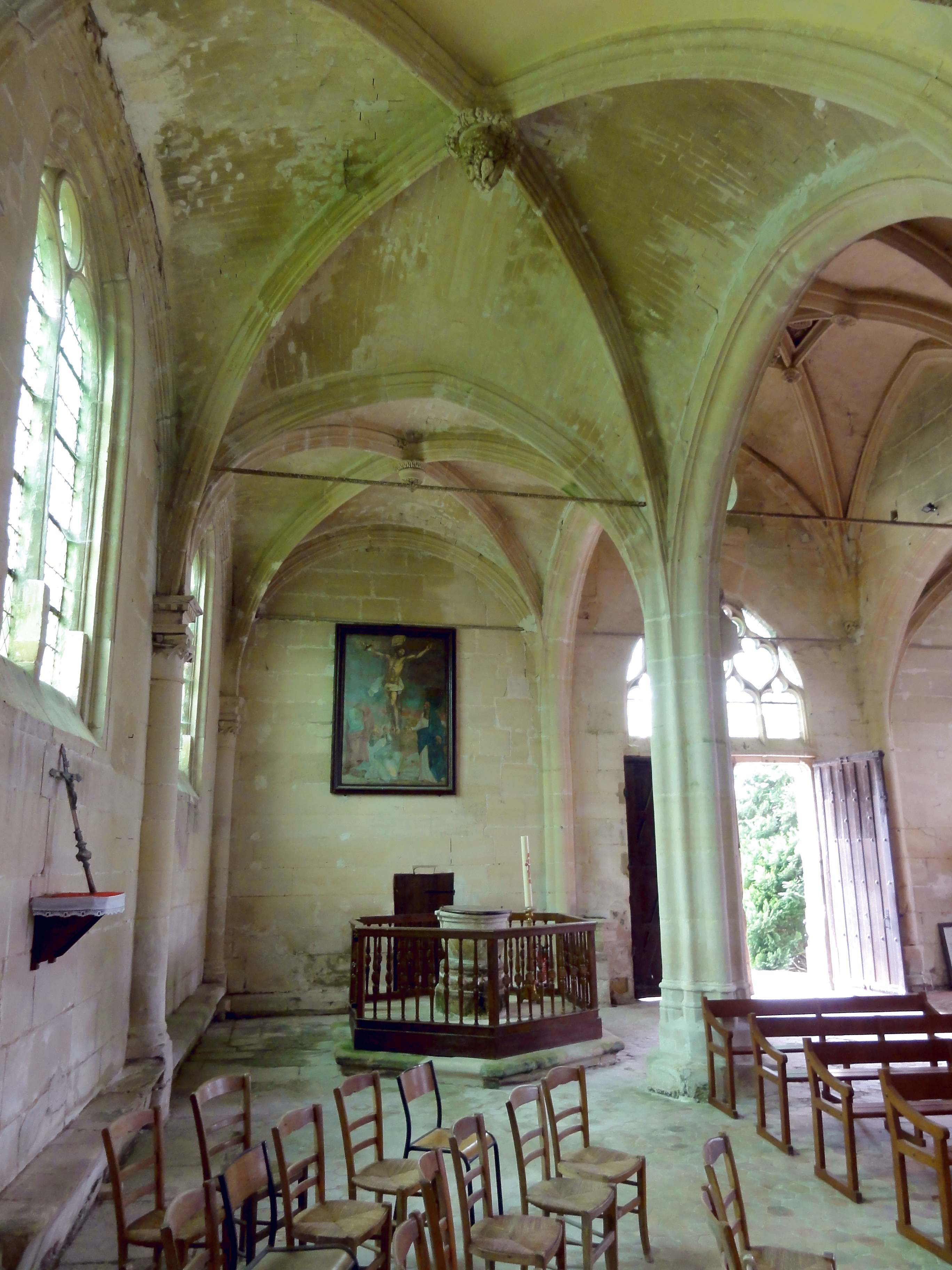
Bas-côté sud, vue vers l'ouest.
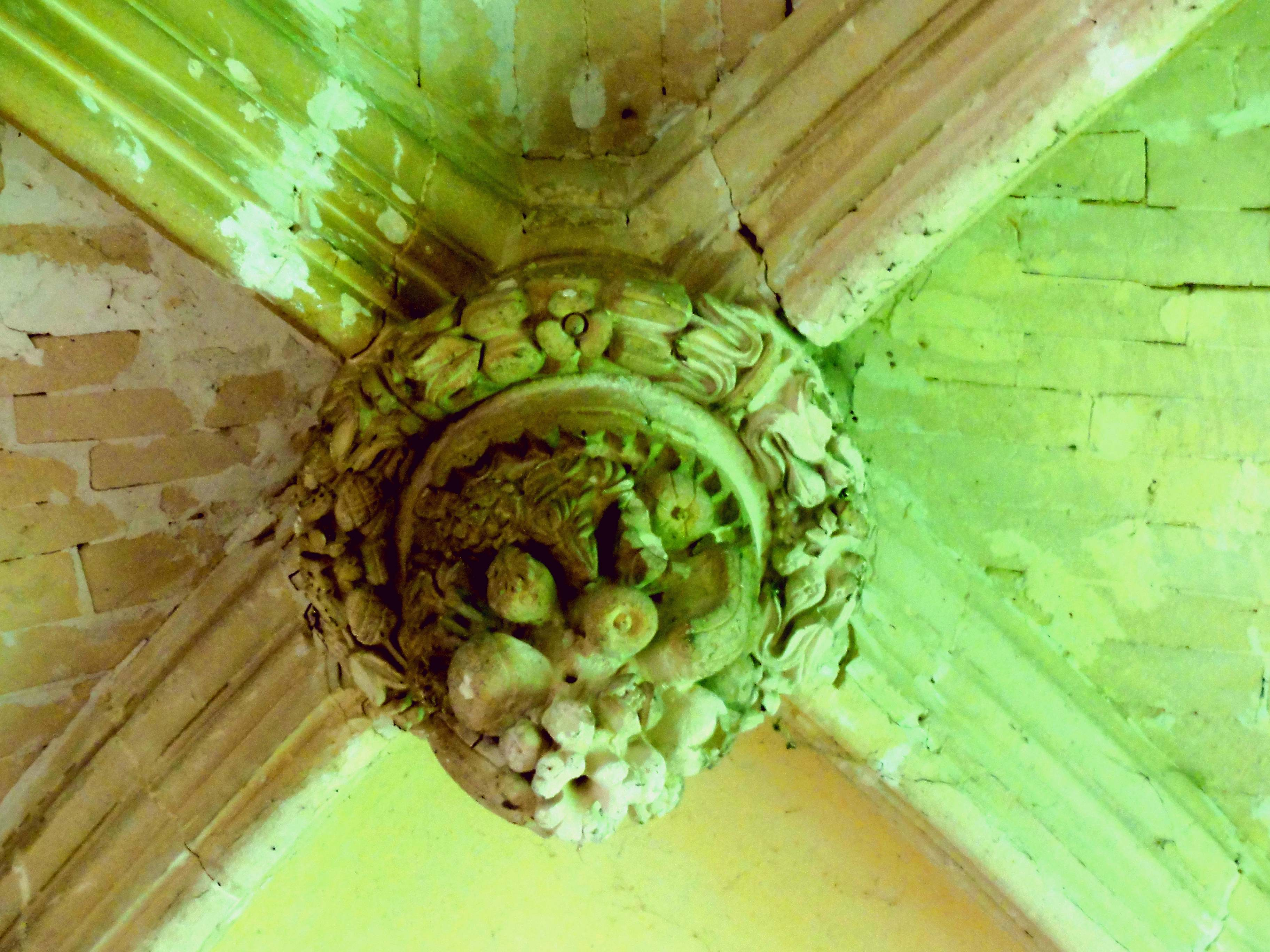
Bas-côté sud, 2e clé de voûte.

#### Transept et chœur

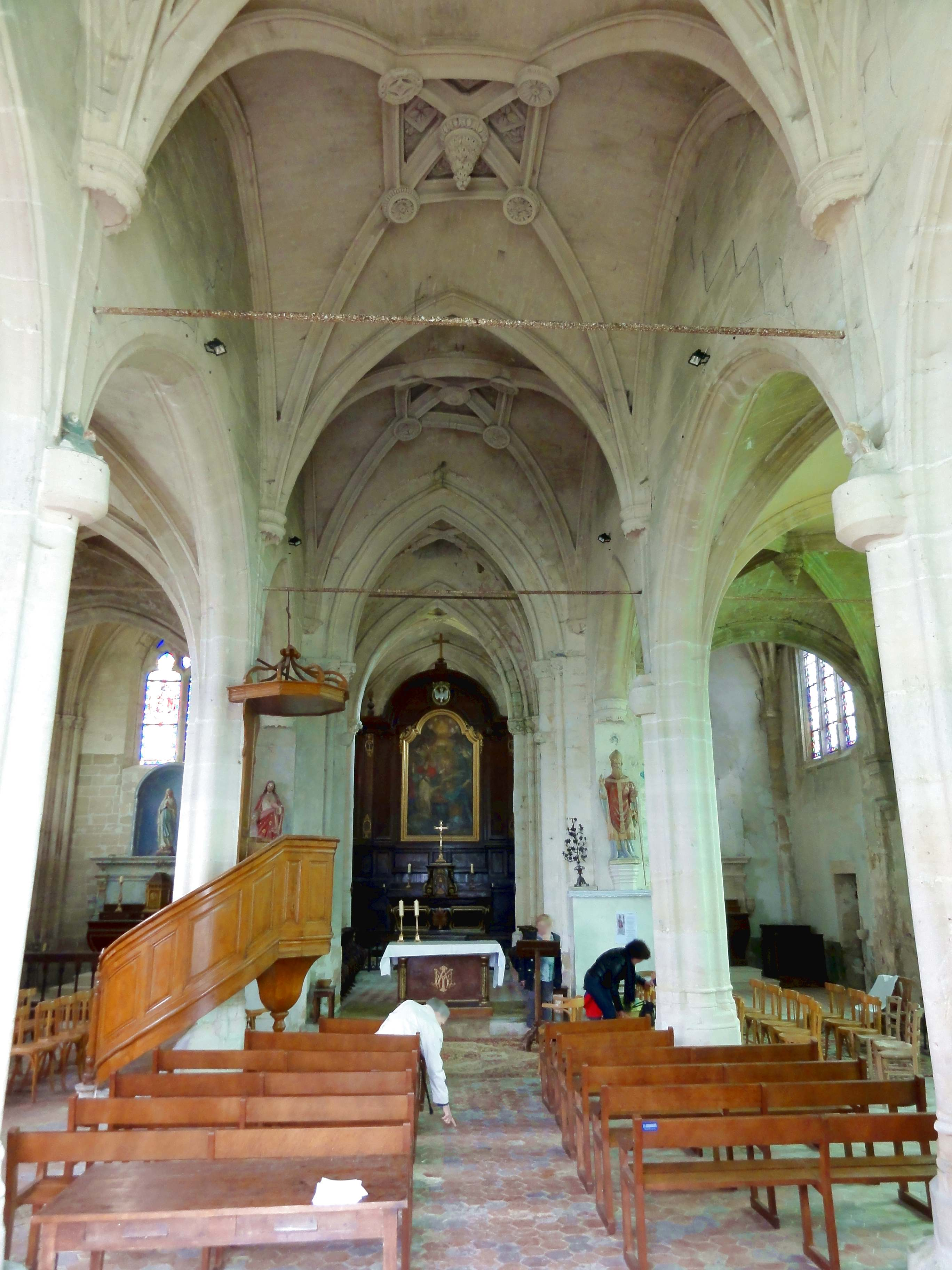
Croisée, vue depuis la nef.

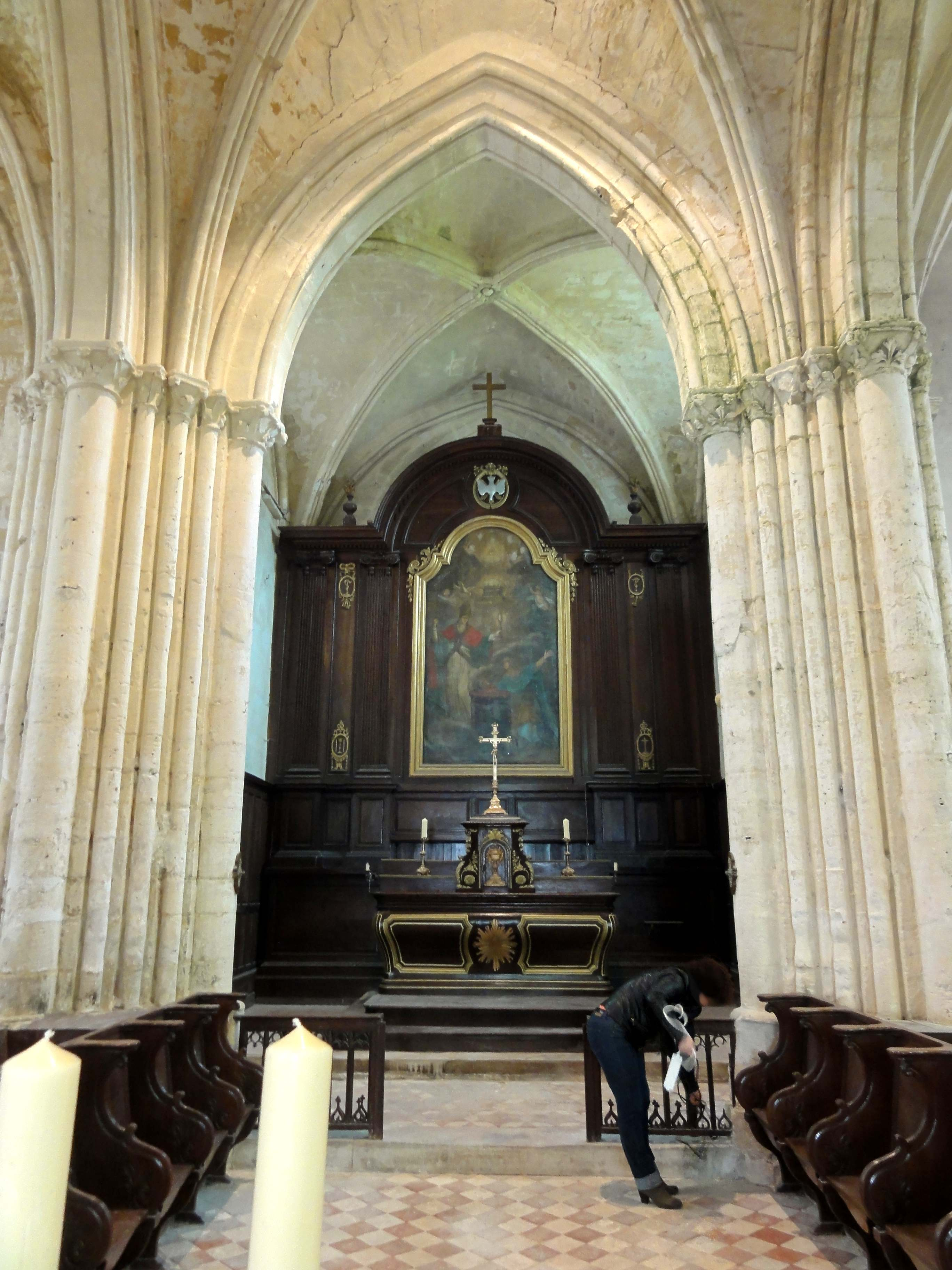
Croisée, vue vers l'est.

Les parties orientales sont voûtées selon les dispositions d'usage au premier quart du XIIIe siècle, et ne présentent aucune spécificité. La croisée du transept constitue la première travée du chœur liturgique, et abrite l'autel de la réforme liturgique. La travée est délimitée, de chaque côté, par un doubleau à double rouleau, dont le rang de claveaux supérieur est mouluré d'un tore de chaque côté, tandis que l'intrados est profilé d'un méplat entre deux tores dégagés. La retombée s'effectue sur les tailloirs carrés de chapiteaux de crochets, qui reposent sur des fûts appareillés. Les fûts correspondant au rouleau inférieur sont d'un plus fort diamètre que les autres. Ceux qui supportent l'arc triomphal englobent des consoles ayant jadis supporté la poutre de gloire. Dans les quatre angles de la croisée, s'y ajoutent les fûts correspondant aux ogives, qui sont du même diamètre que ceux des rouleaux supérieurs. Ils sont logés dans des ressauts des piles du clocher. L'on trouve ainsi des faisceaux de cinq colonnettes dans chaque angle. Plusieurs bases ont été retaillées pour la pose des stalles ; les autres présentent un tore inférieur aplati relié aux socles par des griffes peu apparentes. Comme souvent, les chapiteaux des ogives sont implantés à 45° pour faire face à celles-ci. Les ogives sont au profil d'une arête entre deux tores. Elles gardent les traces d'une polychromie architecturale ancienne en ocre jaune et marron. La clé de voûte est une petite rosace de feuillages. Le voûtain oriental a été percé d'un trou pour la remontée des cloches, tandis que deux petits trous permettaient le passage des cordes,.
Le chœur, dans le sens architectural du terme, ne comporte que la travée carrée d'abside ou de sanctuaire. La voûte est analogue à celle du carré du transept. L'on ne peut se prononcer sur les supports dans les angles à gauche et à droite du chevet, qui est entièrement occupé par les boiseries très sobres du retable de l'ancien maître-autel. Au-dessus, l'on voit juste l'ébrasement de la fenêtre bouchée, et le formeret de la voûte. Le remplage de la fenêtre d'axe s'est conservé, et est bien visible depuis l'extérieur : il est constitué de trois lancettes surmontées de deux oculi circulaires, puis d'un troisième oculus au sommet. Les meneaux fusionnent aux points de rencontre, et présentent une modénature chanfreinée sommaire, qui indique plutôt le début des fenêtres à remplage vers 1210 / 1220 qu'une réfection de la fin de la période rayonnante, comme le suppose Léon Plancouard : Monique Rivoire ne rejoint pas son hypothèse. Restent les fenêtres latérales au nord et au sud, qui sont du même style, mais comptent seulement deux lancettes surmontées d'un oculus circulaire entre deux écoinçons ajourés. La partie inférieure de la baie méridionale est obturée par la sacristie. La baie septentrionale aurait été partiellement bouchée en 1710 ; elle a été pleinement restituée depuis le début du XXe siècle. — On peut rapprocher ce modeste chœur de ses homologues de Commeny, Hadancourt-le-Haut-Clocher, Lierville, Nucourt et Wy-dit-Joli-Village,.
Le croisillon nord est la chapelle de la Vierge, et le croisillon sud la chapelle Saint-Germain, Saint-Romain (vénéré aussi à Guiry-en-Vexin et Wy-dit-Joli-Village), Saint-Sébastien ou Saint-Éloi. — Concernant son voûtement, le croisillon nord reprend les mêmes dispositions que le carré du transept. Des faisceaux de trois colonnettes sont ainsi logés dans les angles. C'est une disposition plutôt rare dans la phase entre la première période gothique et le fleurissement du style rayonnant, quand des colonnettes uniques dans les angles sont la règle. La fenêtre septentrionale, aussi large que l'ancienne baie d'axe du chevet, a été pourvue d'un nouveau réseau au cours du XIVe siècle, selon la datation proposée par Monique Rivoire. Ce réseau est d'une grande finesse, et se compose de trois lancettes ordinaires, surmontées de deux trilobes, puis d'un troisième trilobe un peu plus grand au sommet. À l'intérieur seulement, les meneaux sont précédés d'un tore, et garnis de petits chapiteaux ronds. Comme particularité, deux minuscules trilobes relient les trilobes inférieurs à l'archivolte, et les sept écoinçons restant libres sont ajourés. Ce remplage se retrouve à l'identique au chevet d'Auvers-sur-Oise, et Maryse Bideault et Claudine Lautier, qui ont fait le rapprochement avec d'autres réseaux du même esprit (fenêtres hautes du chœur de la cathédrale du Mans, ancienne chapelle du collège de Cluny, chapelle sud de l'église d'Us) concluent à une date vers 1260 / 1265. La baie orientale possède un remplage à deux lancettes à têtes trilobées, surmontées d'un trèfle. La mouluration chanfreinée est très sommaire. Léon Plancouard blâme le mauvais style de cette fenêtre, qu'aucun auteur ne se hasarde à dater. Un retable de pierre de la Renaissance est adossé au chevet. Il se compose de deux courts pilastres corinthiens soutenant un entablement avec corniche à denticules. Quant au croisillon sud, il a été revoûté au moment de la construction du bas-côté sud, et équipé de fenêtres du même type. La voûte de la Renaissance est agrémentée de liernes et tiercerons, et retombe sur un cul-de-lampe sculpté d'une feuille polylobée peu compatible avec l'époque dans l'ange nord-est, et sur une colonnette engagée avec un chapiteau ébauché dans l'angle sud-est. Les clés de voûte secondaires sont des écussons vierges entourés de guirlandes. La clé de voûte centrale a été bûchée à la Révolution,,.

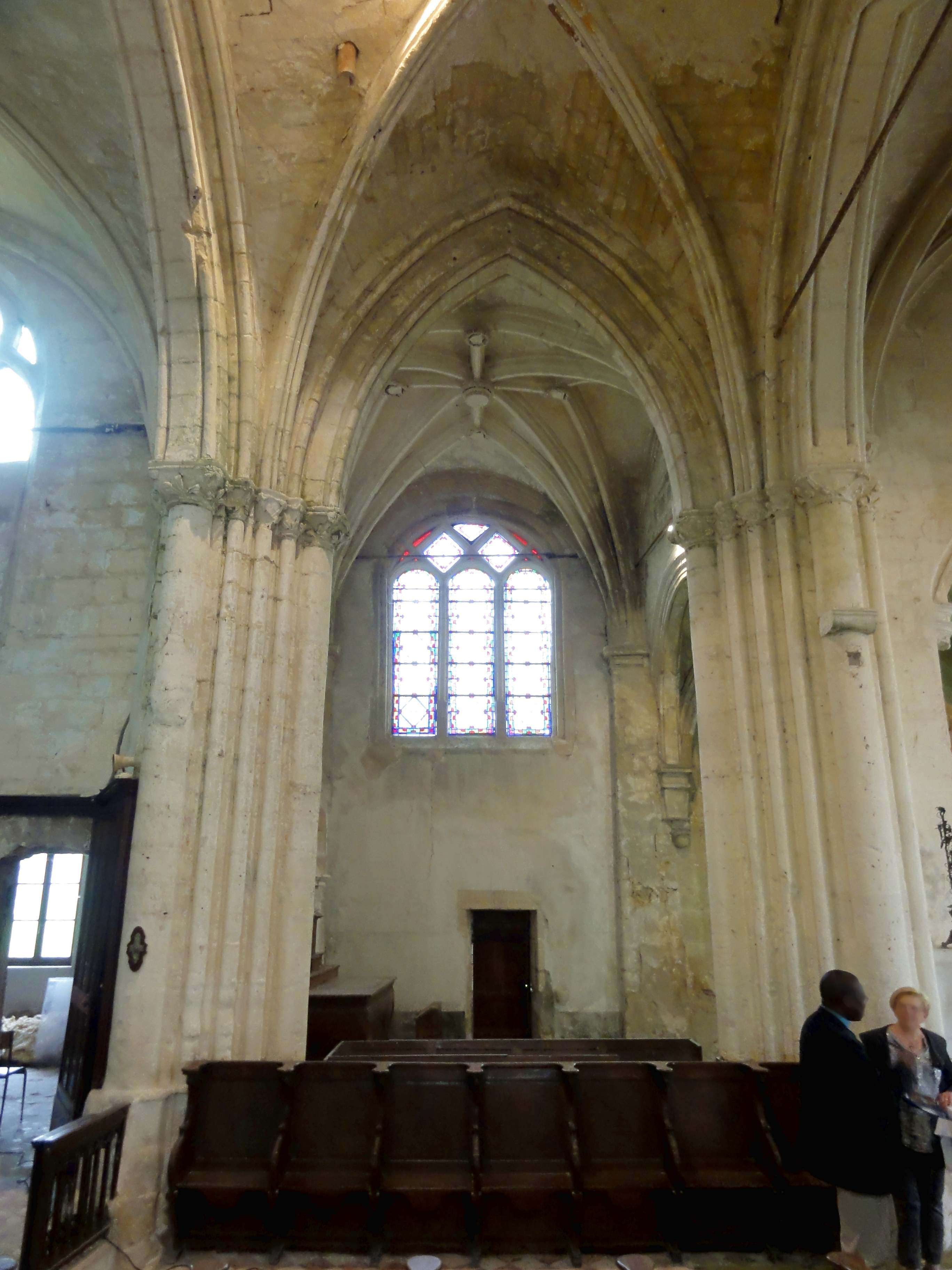
Croisée, vue vers le sud.
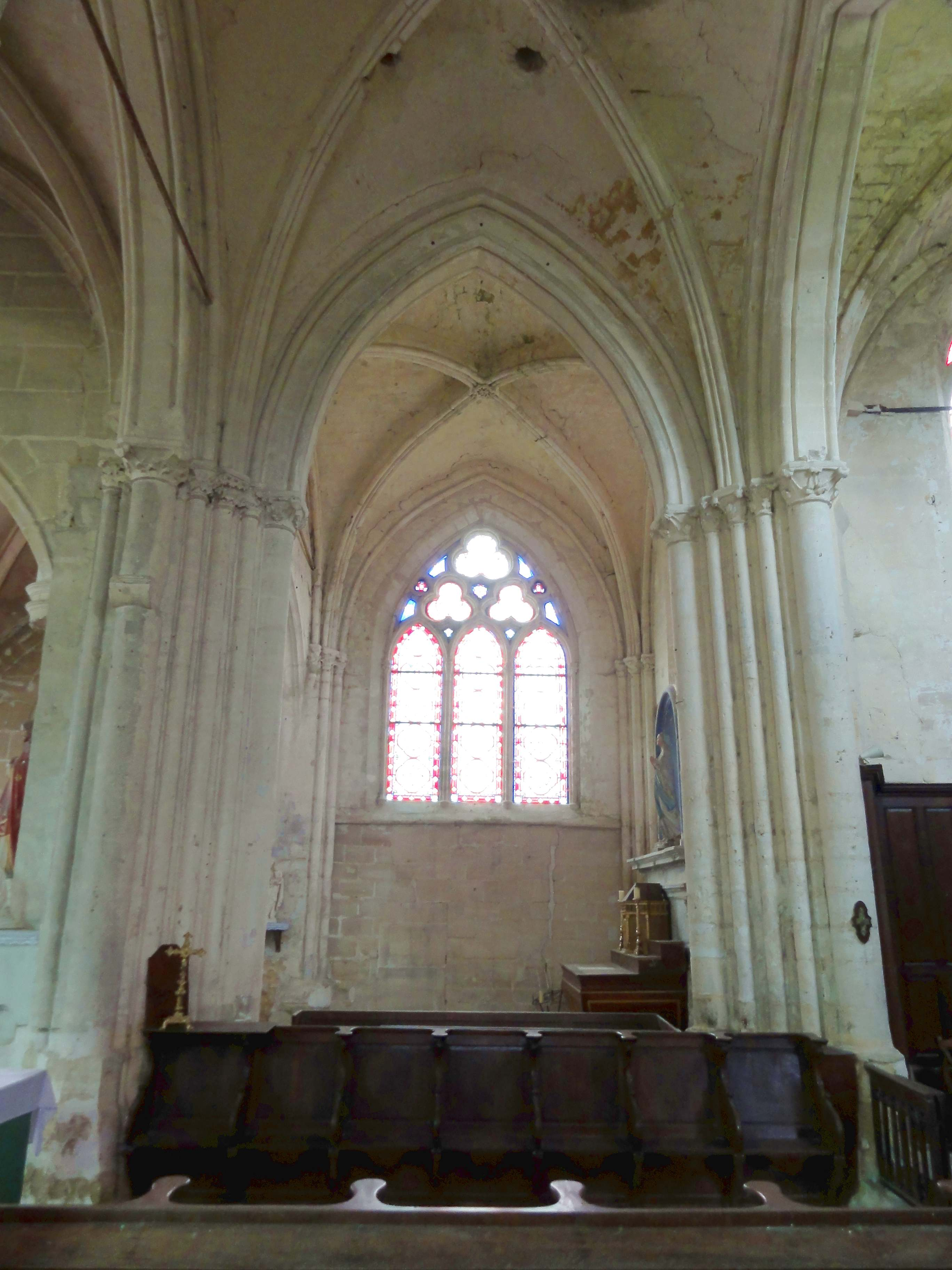
Croisée, vue vers le nord.
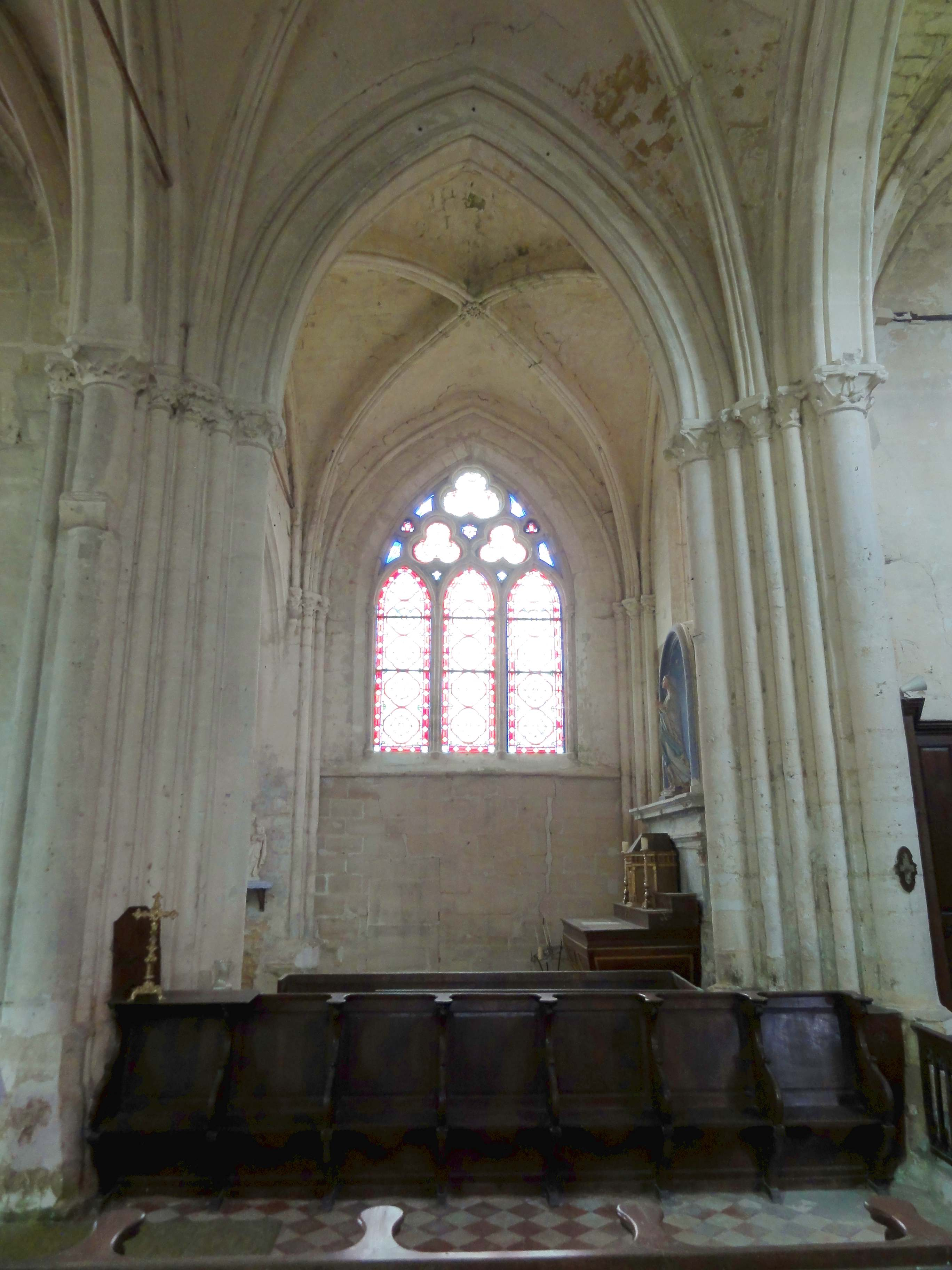
Croisée, vue vers le nord.
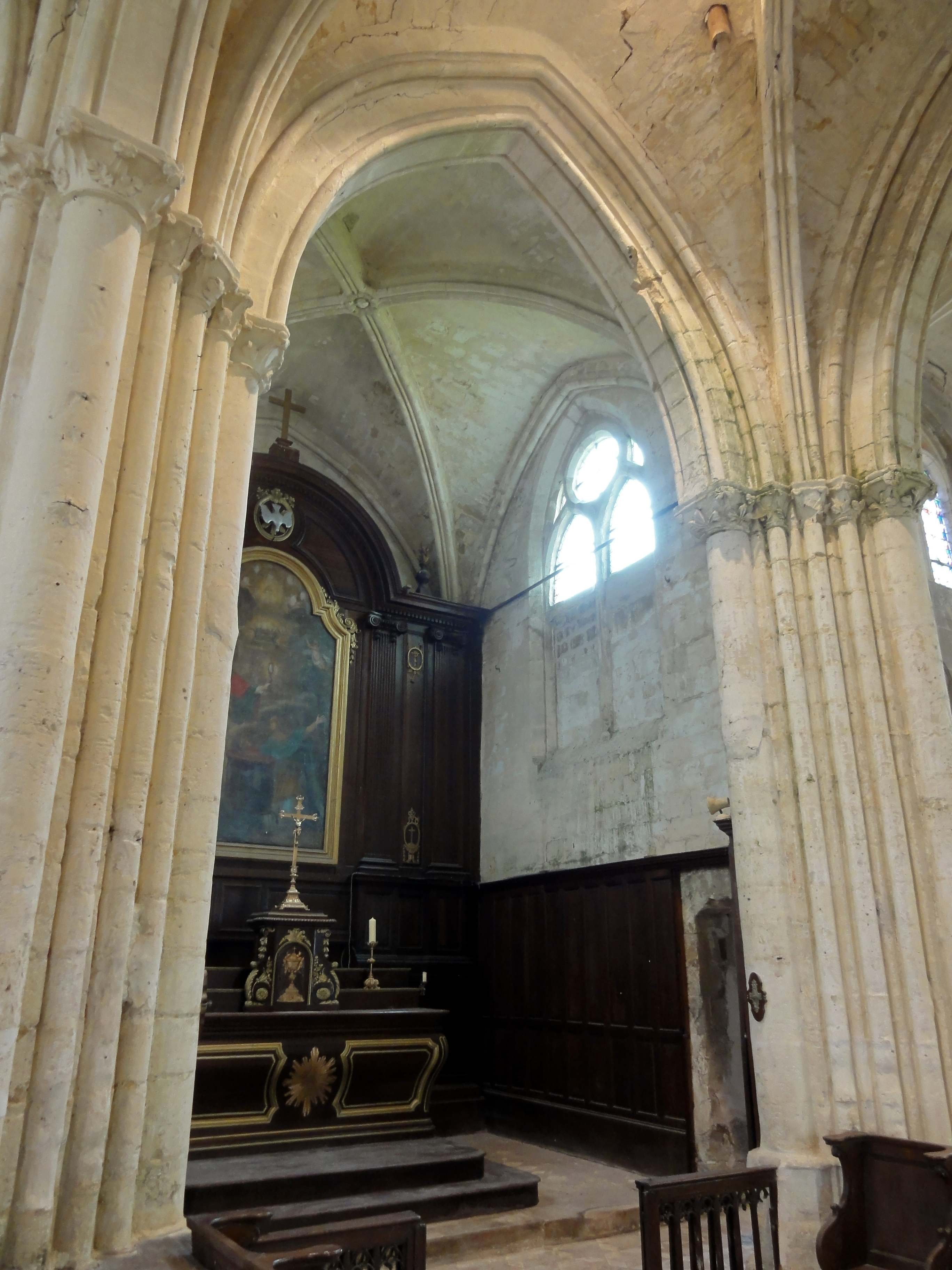
Vue diagonale dans le chœur.
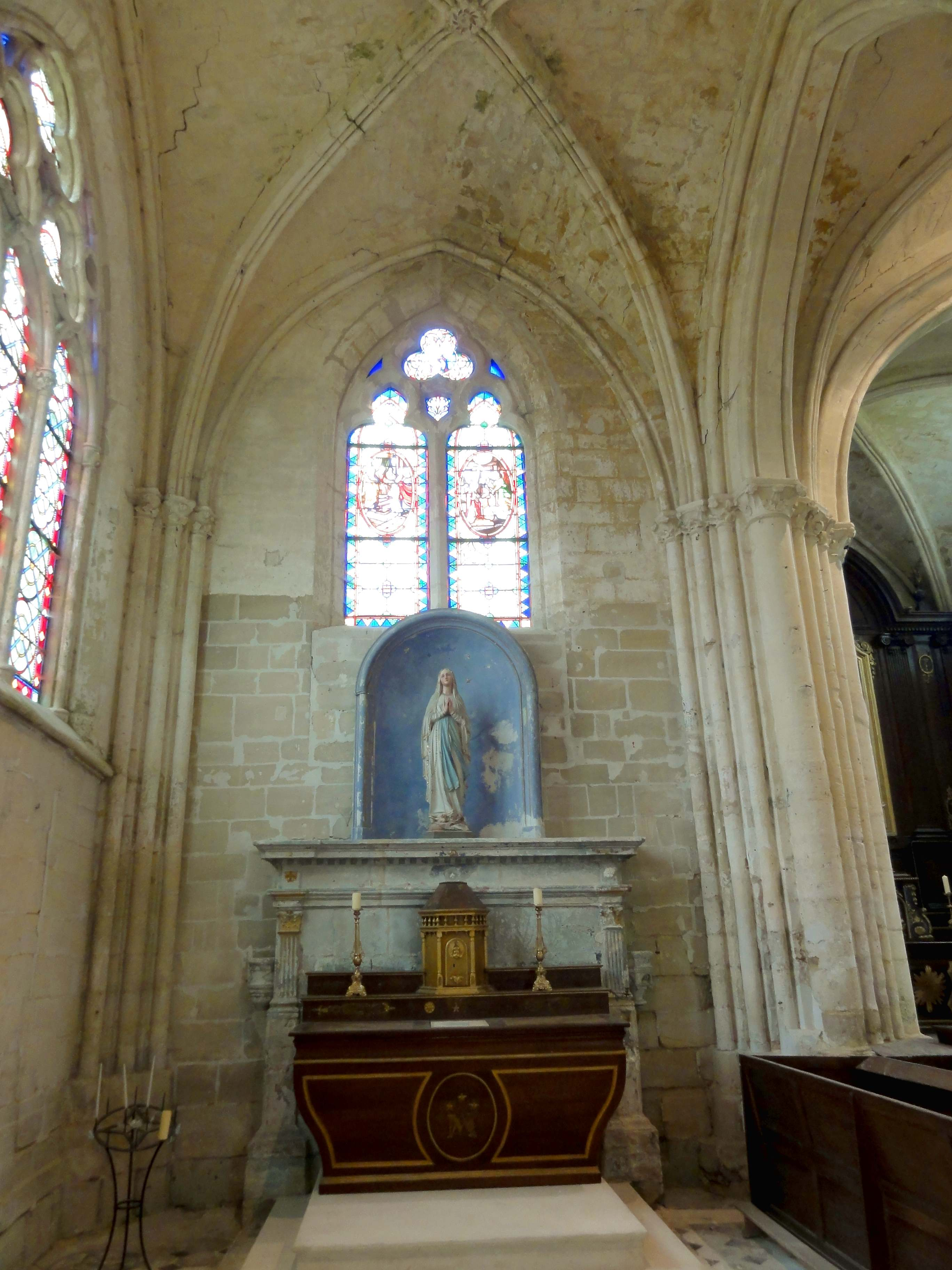
Croisillon nord, vue vers l'est.
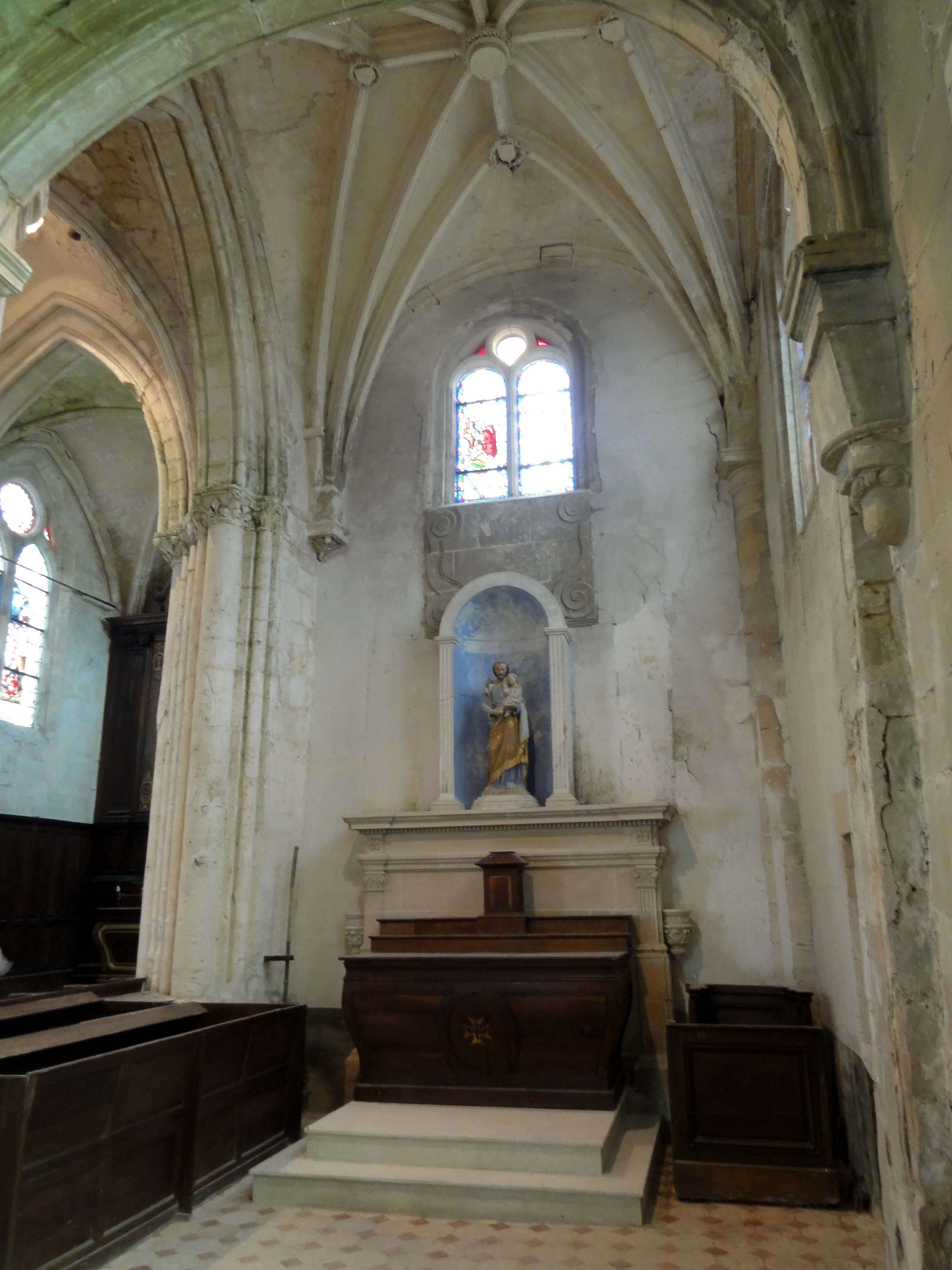
Croisillon sud, vue vers l'est.

### Extérieur

#### Façade occidentale

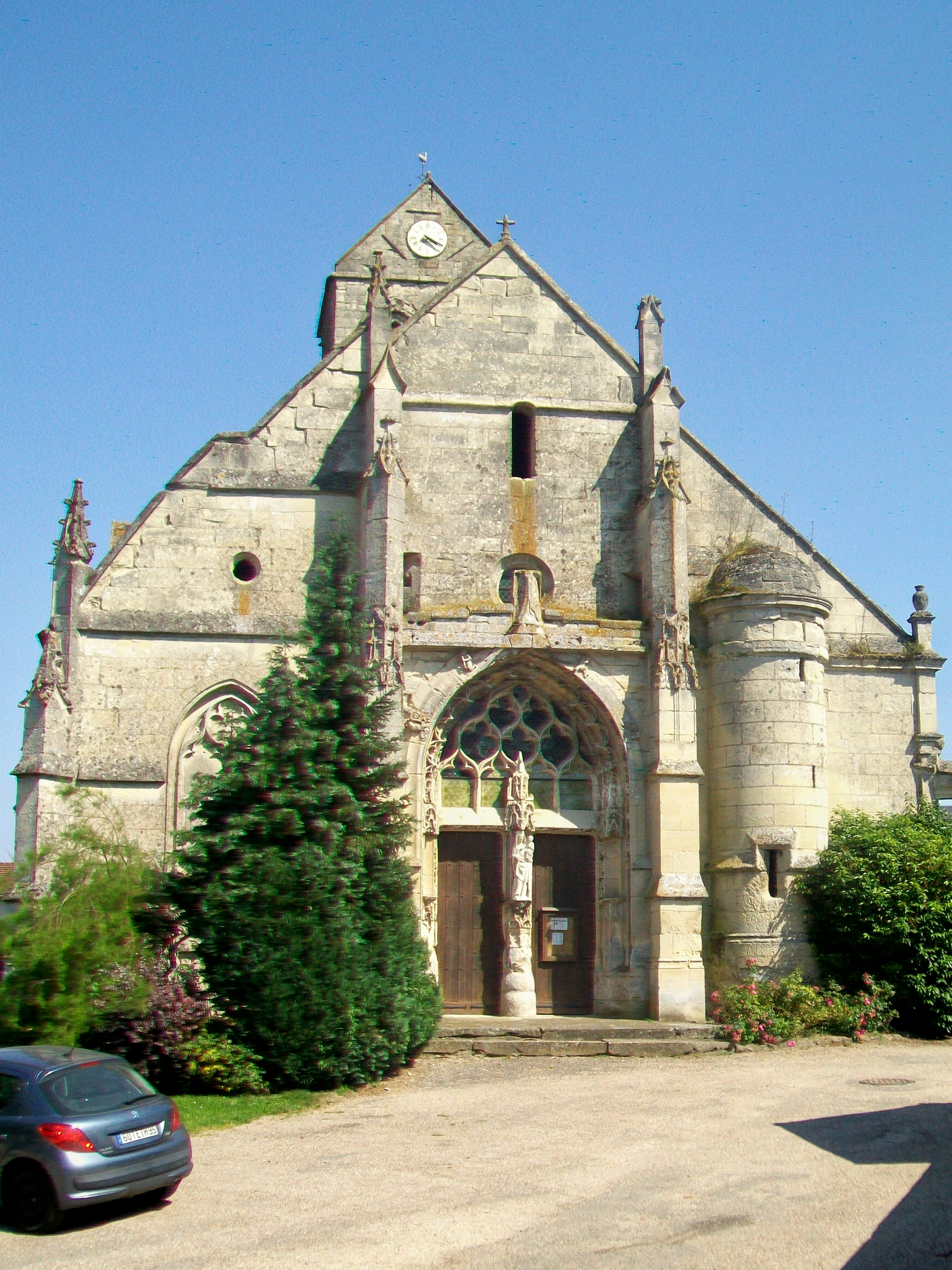
Façade occidentale.

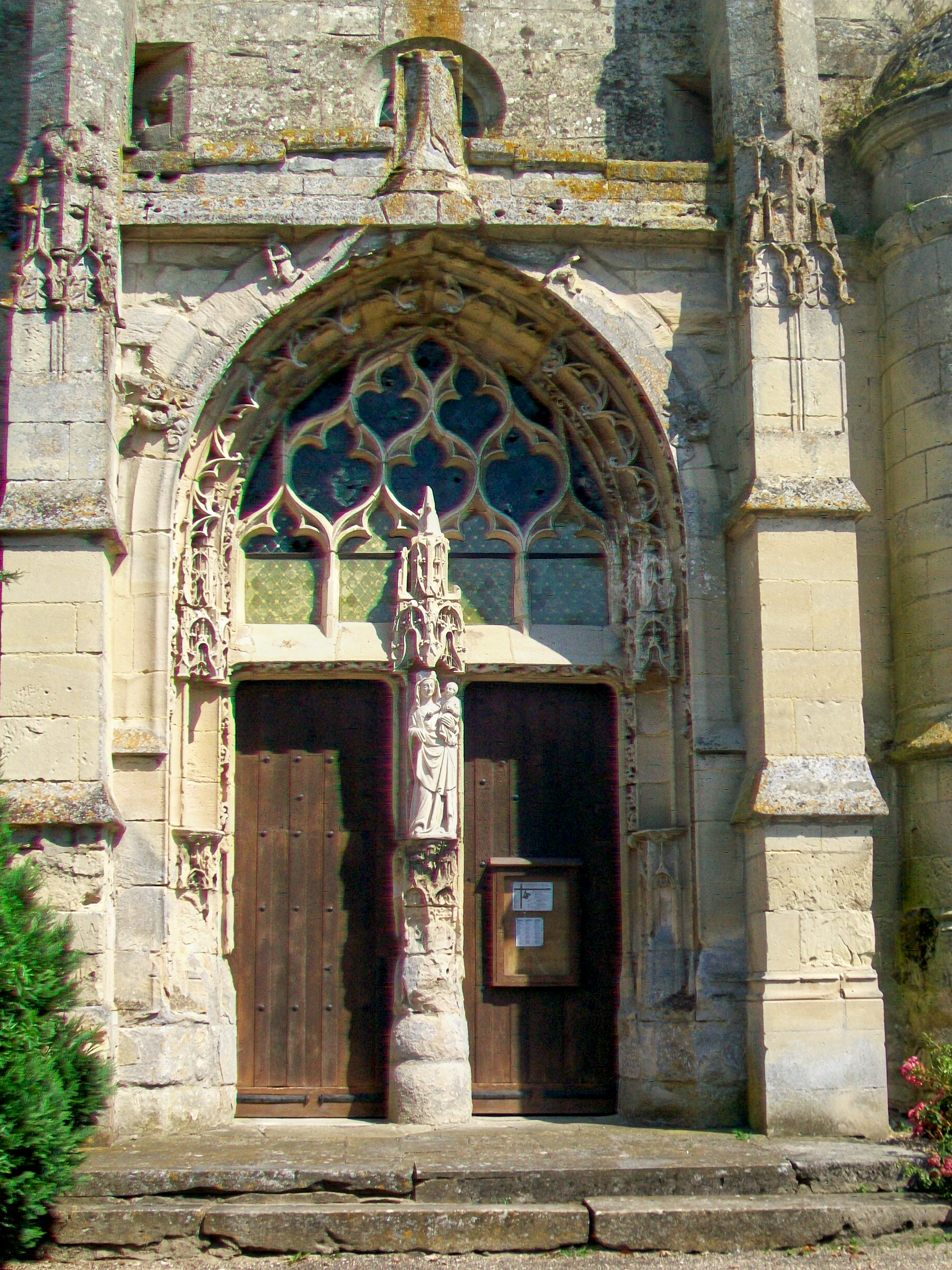
Portail occidental.

L'église est presque entièrement bâtie en pierre dure de moyen appareil de Nucourt. La façade occidentale est subdivisée en trois parties inégales par les deux contreforts de la nef. Entre ces deux contreforts, une scansion horizontale est apportée par un premier larmier au-dessus du portail, derrière lequel le mur se retraite nettement pour céder la place pour une coursière derrière une balustrade non ajourée, et par un second larmier à la naissance du pignon. Celui-ci est sommé d'une croix en antéfixe. La partie haute de la façade est percée d'un oculus rond derrière la balustrade ; une étroite baie en plein cintre sans vitrage, qui entame le larmier supérieur ; et de deux étroits passages obliques immédiatement à côté des contreforts. Ils permettent de se rendre des combles du bas-côté sud, où aboutit la tourelle d'escalier, aux combles du bas-côté nord. De part et d'autre du portail, les contreforts sont munis de deux niveaux de larmiers présents sur les trois faces, puis sont ornés de clochetons plaqués garnis de crochets. Au-delà, les contreforts se présentent par un angle saillant, et sont pourvus de clochetons plus simples à hauteur de la baie en plein cintre. Enfin, ils transitent vers un plan carré, et s'amortissent par des chaperons en bâtière, qui sont à leur tour couronnés de pinacles.
L'élément le plus intéressant de la façade est bien sûr le portail, qui compte parmi les plus remarquables du Vexin de cette époque. Un autre portail avec un décor encore plus exubérant est celui de Serans. Les ressemblances entre les deux portails s'expliquent sans doute par le fait que les deux villages étaient possédés par le même seigneur pendant une partie du XVIe siècle. Le rapprochement stylistique avec le portail du croisillon nord de Gisors et les portails de Chaumont-en-Vexin et Parnes, attribués à Robert Grappin, permet de voir une autre œuvre de ce maître-maçon en le portail de Cléry. Il occupe tout l'espace disponible entre les contreforts. Les marches ont été taillées dans des pierres tombales en 1848. Les deux portes rectangulaires sont entourées d'une frise de branchages et de feuillages très ramifiés, et séparées d'un trumeau. Dans sa niche, se trouve une réplique d'une Vierge à l'Enfant du XVIe siècle, qui est caractérisée comme étant de proportions harmonieuses, mais d'une facture assez rustique par Monique Rivoire. Des niches semblables, aujourd'hui vides, sont ménagées dans les piédroits. Les consoles prévues pour servir de supports aux statues se remarquent par un décor architecturé finement ciselé, mais sont fortement abîmées par l'érosion. Les élégants dais sont en revanche assez bien conservés. Ils se superposent en partie aux quatre profondes gorges de l'archivolte. Un rang de festons de feuillage ajourés se détache devant la seconde voussure en comptant depuis l'extérieur, et la voussure inférieure est sculpté de pampres. L'extrados est peuplé de quatre anges musiciens, dont ceux de droite sont devenus complètement méconnaissables. En haut, un larmier en accolade transperce le premier larmier horizontal, et aboutit sur un pinacle aujourd'hui mutilé. Reste à mentionner le tympan ajouré, qui se présente comme une baie flamboyante au remplage de quatre lancettes à têtes tréflées, surmontées de trois soufflets trilobées, puis de deux autres soufflets analogues, légèrement obliques et un plus petits, et d'un minuscule soufflet au sommet, le tout étant flanqué d'étroites mouchettes,.

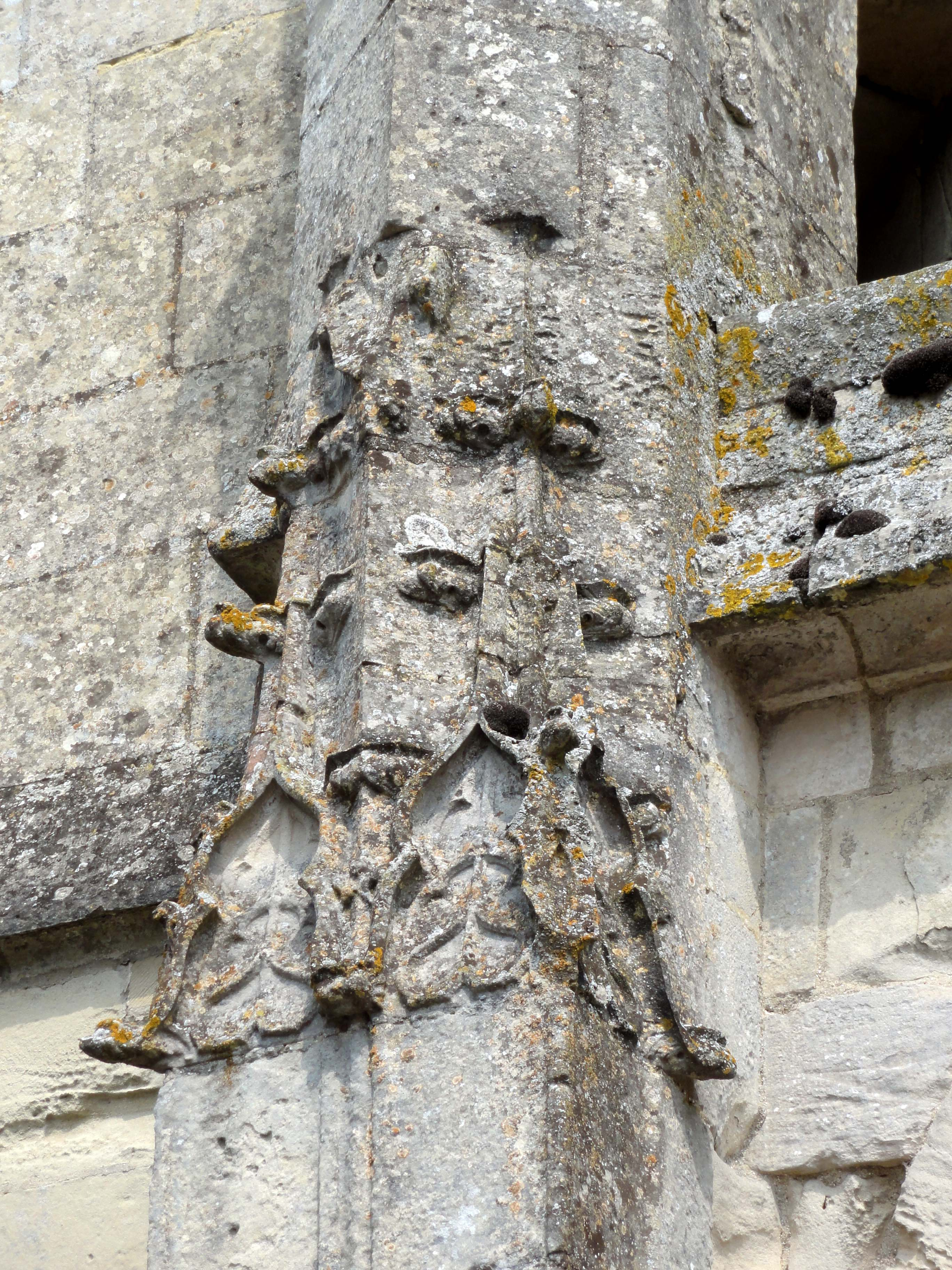
Clocheton plaqué des contreforts de la nef.
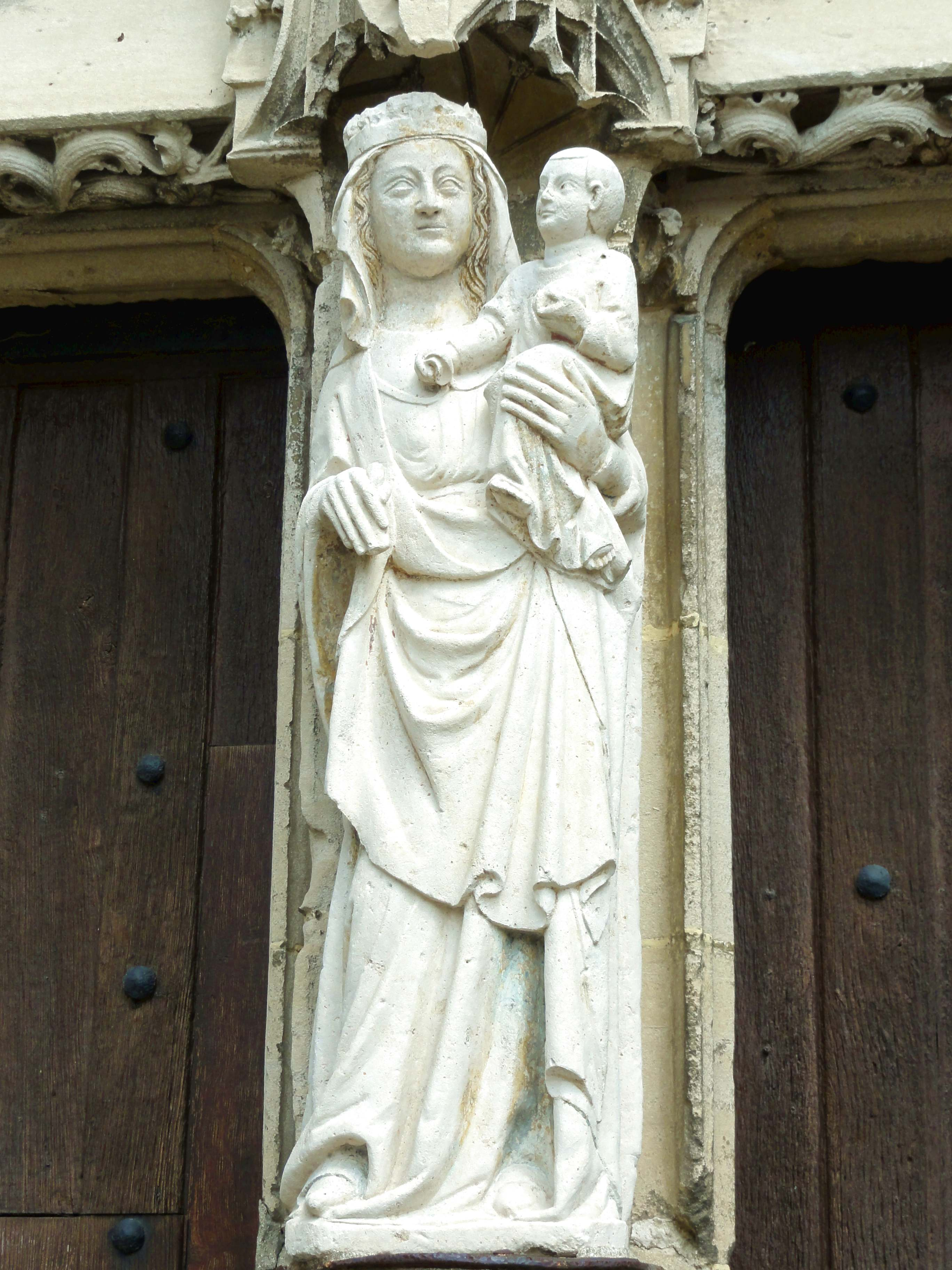
Vierge à l'Enfant du trumeau.
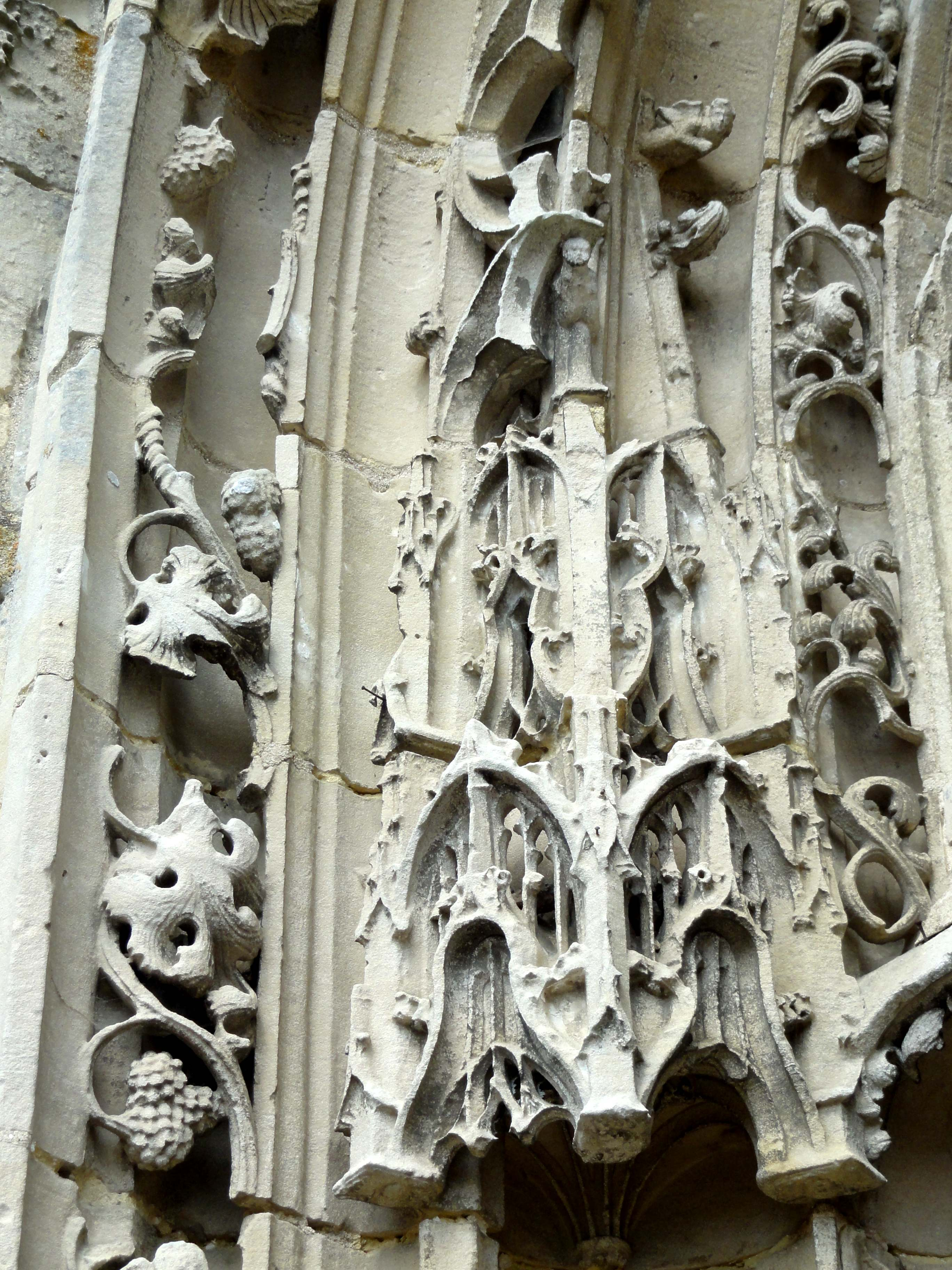
Dais à gauche du portail et frises.
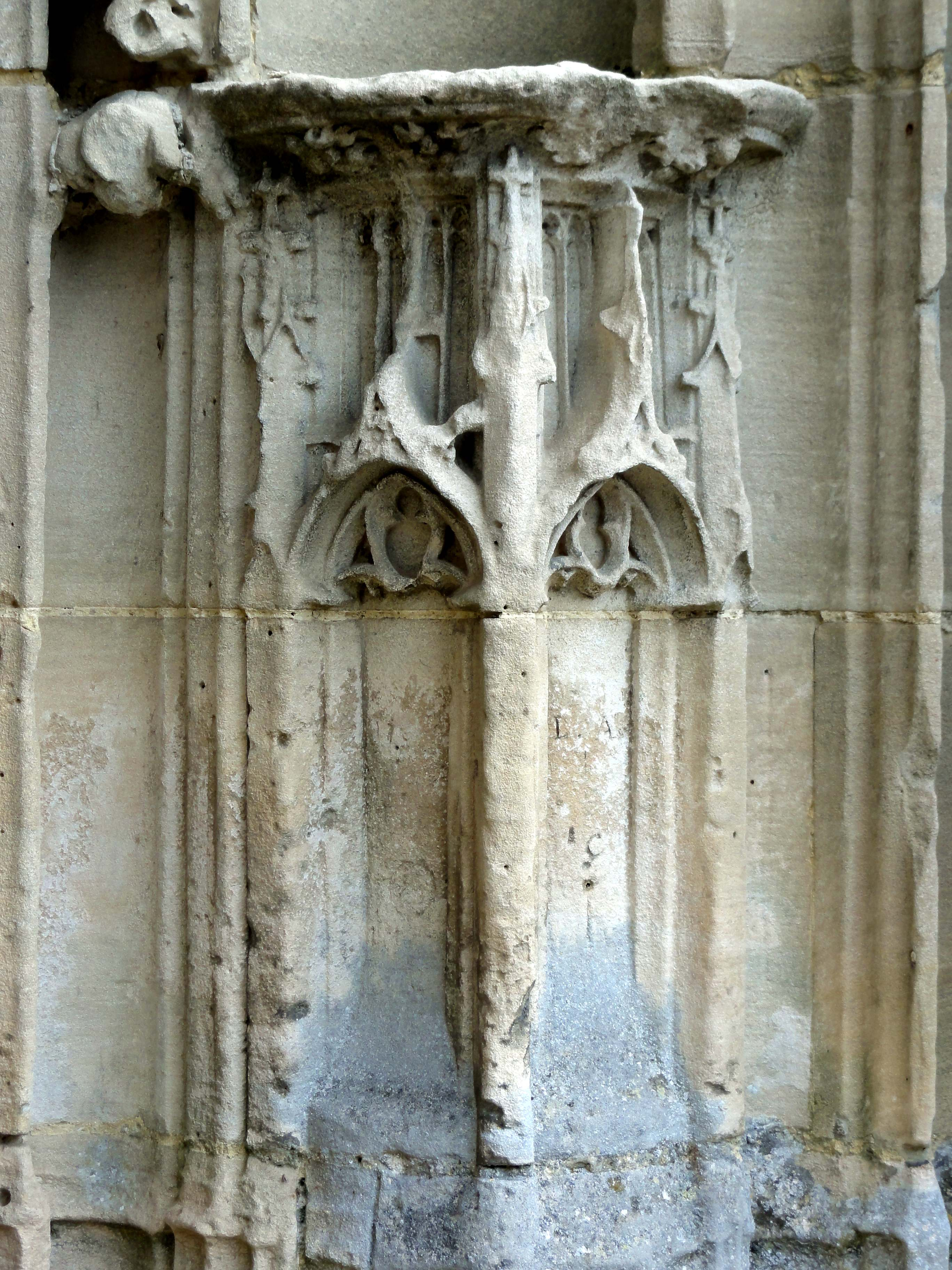
Socle de la niche à statue vide à droite.
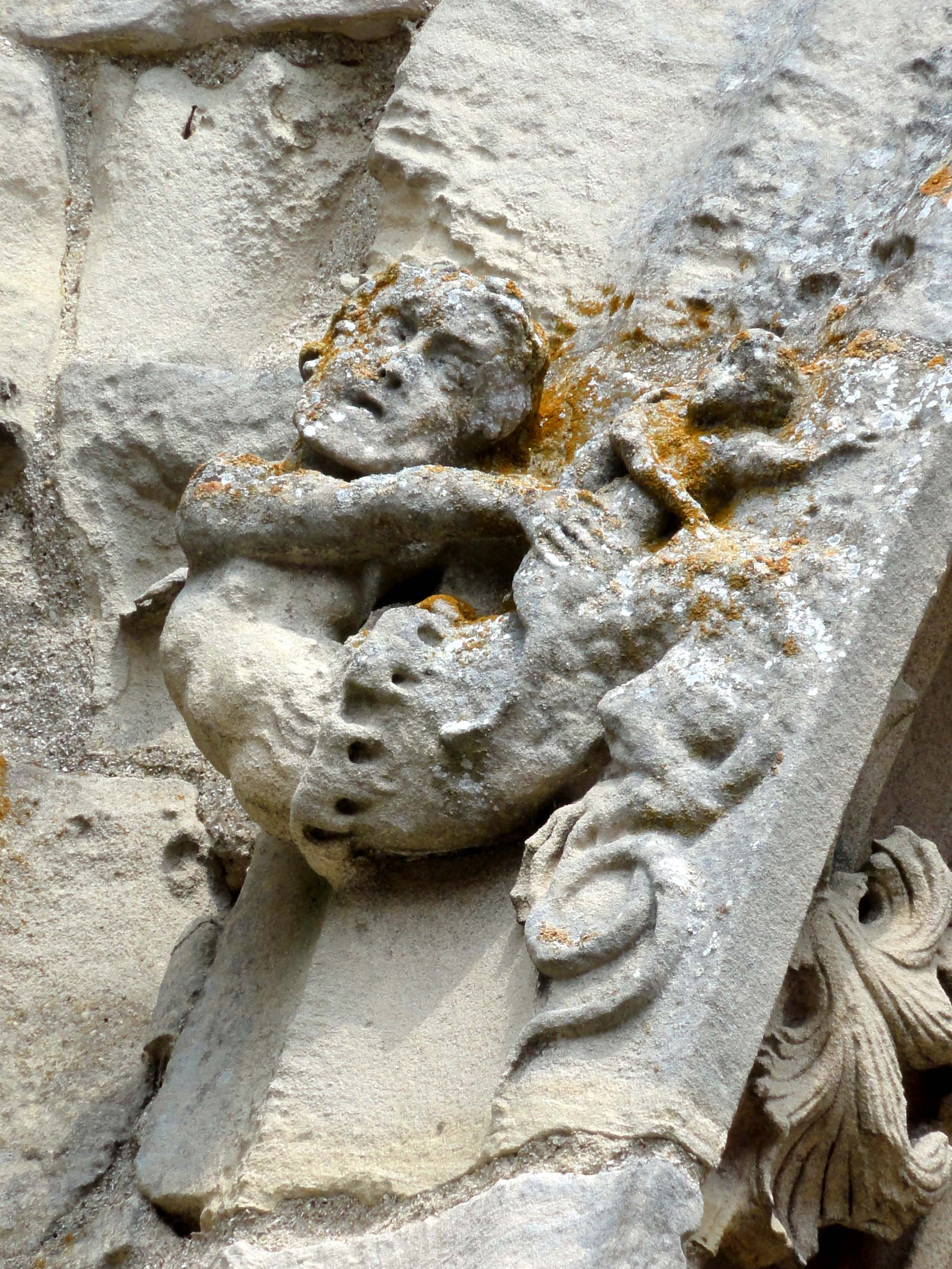
Figure sur l'archivolte du portail.
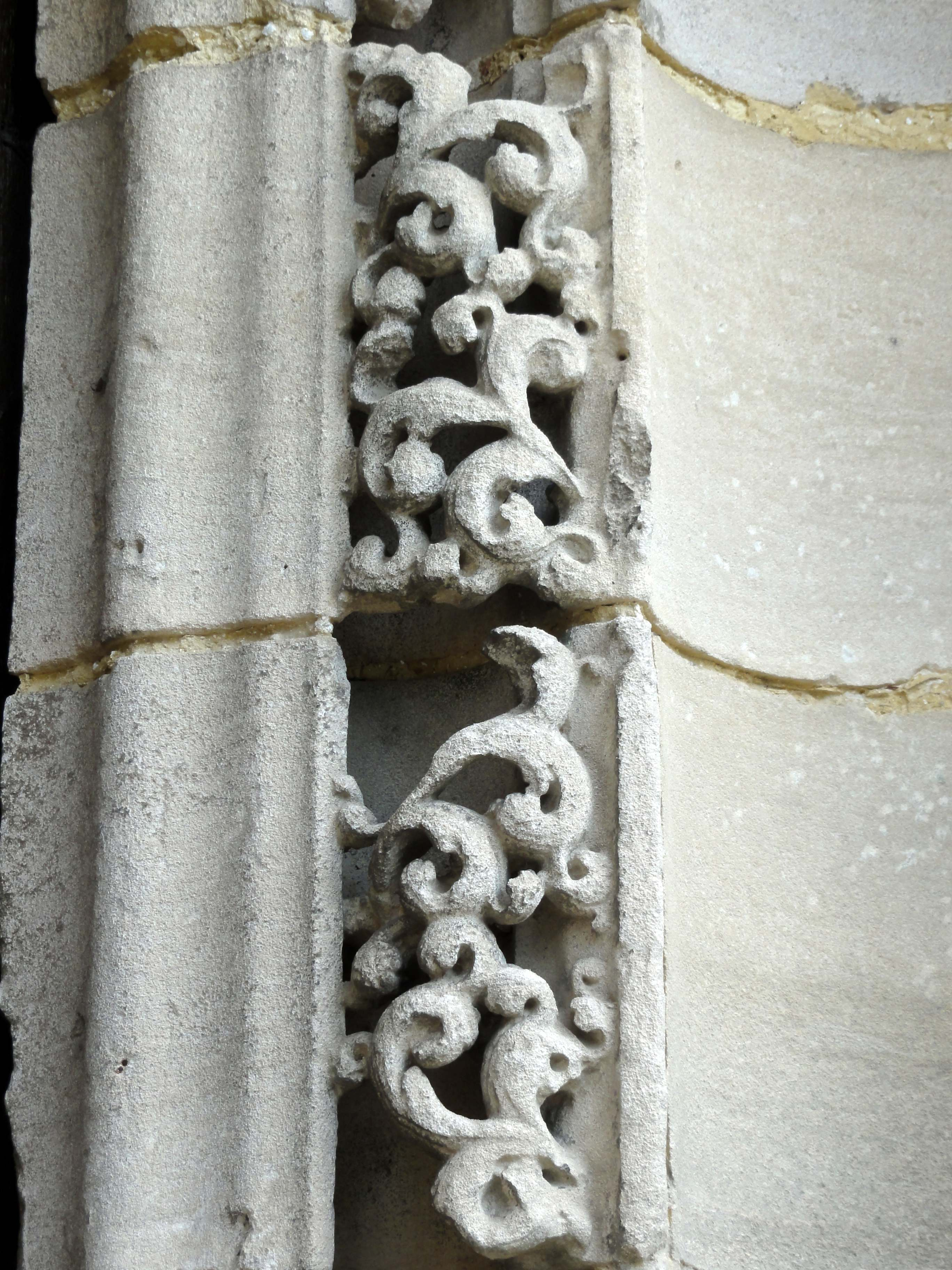
Frise de feuillages autour des portes.

#### Bas-côtés

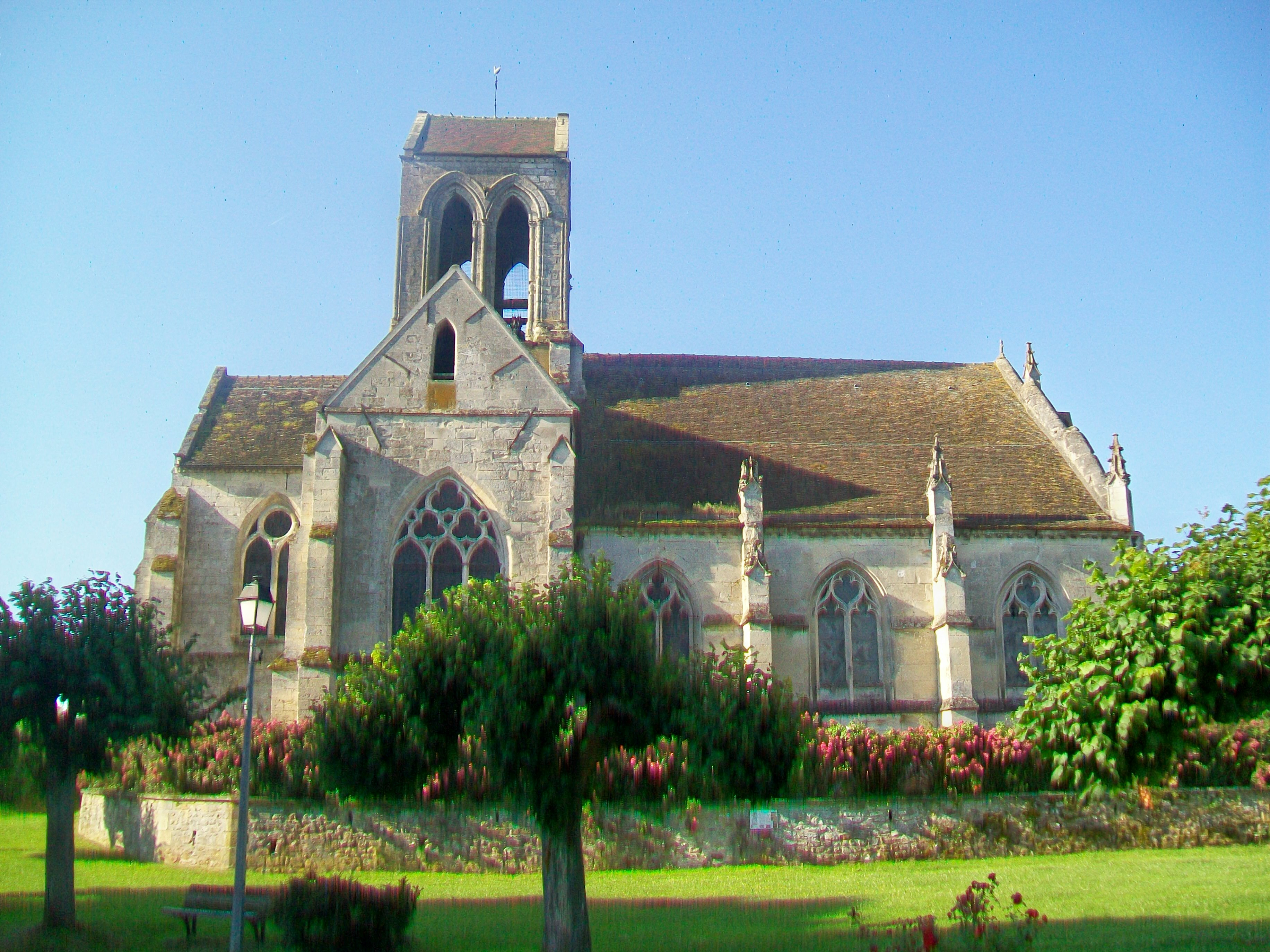
Vue depuis le nord.

Le mur occidental du bas-côté nord adopte, dans ses grandes lignes, les mêmes dispositions que l'élévation latérale. Un larmier court à la limite des allèges, y compris sur les contreforts, et un second larmier, au niveau des impostes des fenêtres, en s'infléchissant au-dessus de celles-ci. Leur remplage a déjà été signalé. La baie occidentale est actuellement bouchée. En dessous de cette baie, l'enfeu de Jacques de Poissy, seigneur de Cléry au XVIe siècle, était ménagé dans l'épaisseur du mur. Comme particularité, il était ouvert sur l'extérieur. Il est depuis longtemps bouché. À l'angle nord-ouest, l'on trouve un contrefort biais, qui est en tous points analogues aux deux contreforts latéraux du nord. Ces contreforts sont scandés par les deux larmiers, et sont agrémentés d'un clocheton formé par des accolades garnis de crochets. Ils ne sont pas analogues aux clochetons que l'on voit de part et d'autre du portail. En revanche, les pinacles qui couronnent les contreforts au-dessus du niveau de la gouttière sont du même type que ceux qui cantonnent le pignon de la façade. À l'ouest, l'on note le ressaut dans le rampant du demi-pignon, et la discontinuité avec le rampant du pignon de la nef. Un petit oculus est destiné à l'aération des combles. Au nord, les murs se terminent par une corniche moulurée, sous laquelle est sculptée une frise de fleurs stylisées. — En façade, la postériorité du bas-côté sud est mise en exergue par le dôme en pierre de la tourelle d'escalier de 1,50 m de diamètre, et le profil complexe du larmier à la naissance du demi-pignon, qui est celui d'une corniche de la Renaissance. Cette corniche termine aussi le mur gouttereau sud. Les rampants du pignon central et du demi-pignon du bas-côté sud sont en revanche établis en continuité. Le premier contrefort du sud est différent des autres, et assez mince, car relié au mur de la ferme par une sorte d'arc-boutant, sous lequel l'on passe pour accéder au portail auxiliaire du croisillon nord. À l'instar de ses homologues du nord, le contrefort se continue au-dessus de la gouttière, mais est sommé d'un vase au lieu d'un pinacle flamboyant. Au-dessus de l'arc-boutant, l'on voit une section d'entablement, où se détache une tête sculptée. Les deux autres contreforts sont plus solides, et amortis par une console renversée,.

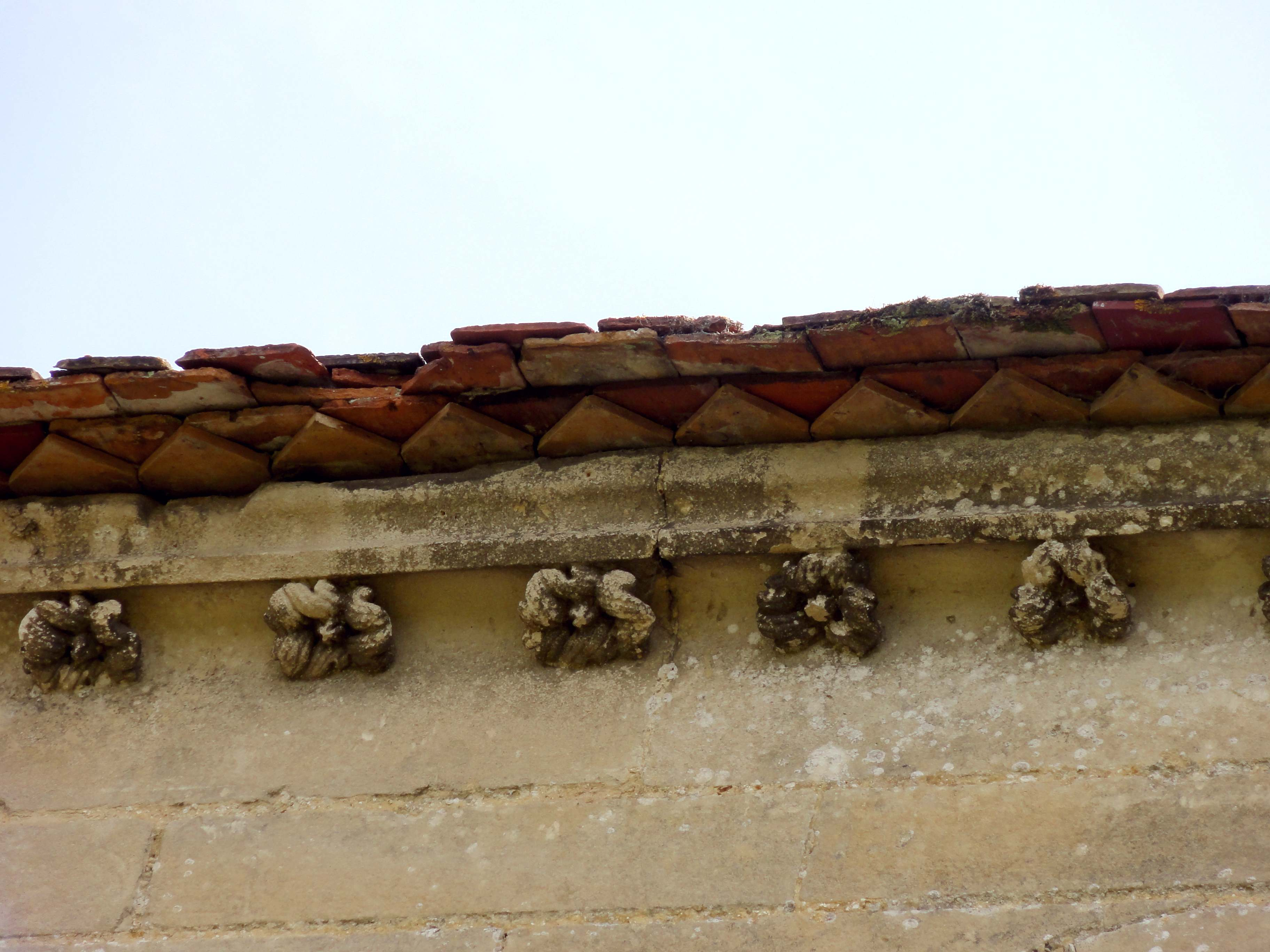
Bas-côté nord, corniche.
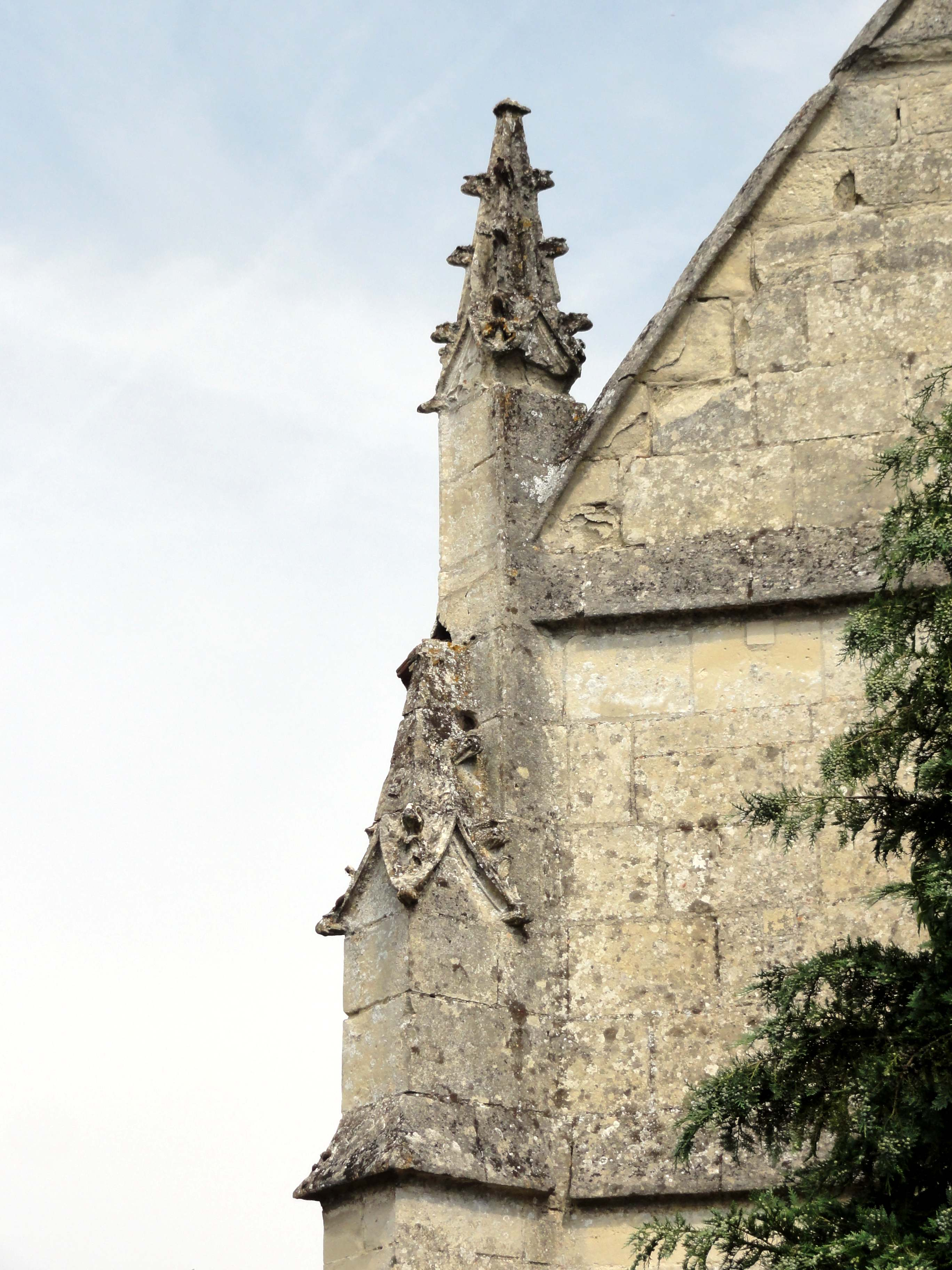
Contrefort d'angle nord-ouest, pinacle.
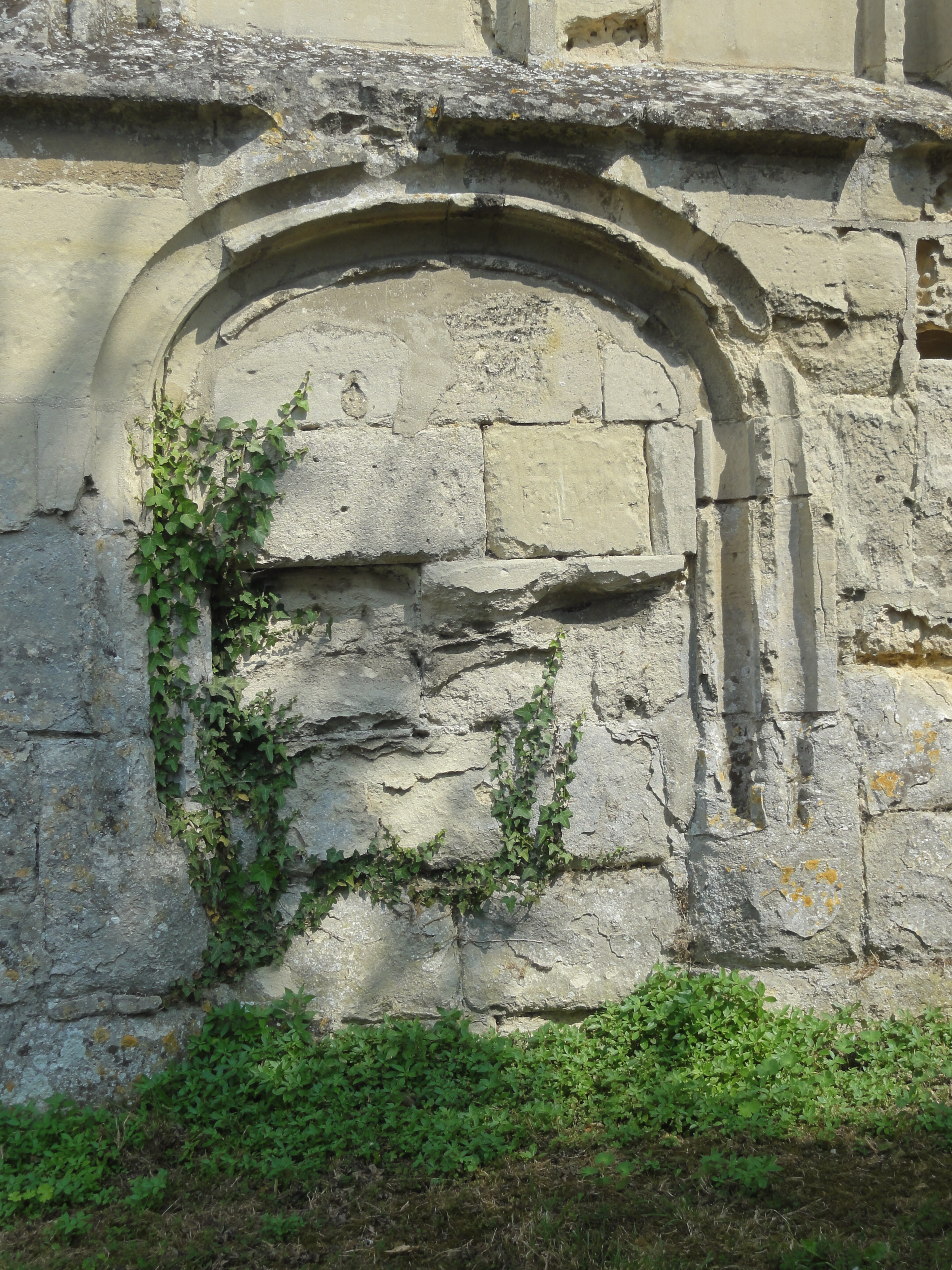
Ancien enfeu de Jacques de Poissy.
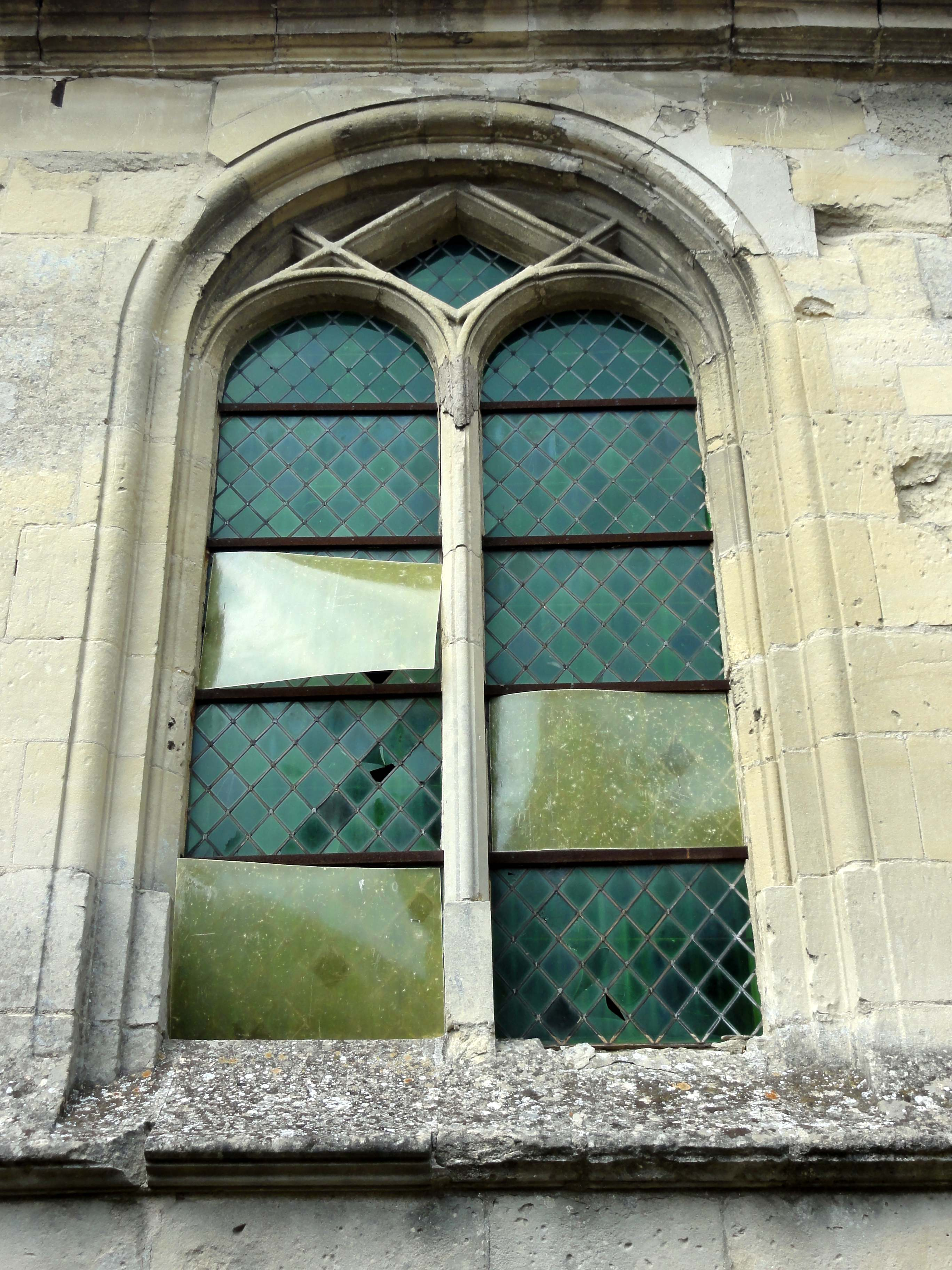
Bas-côté sud, fenêtre de la 1re travée.
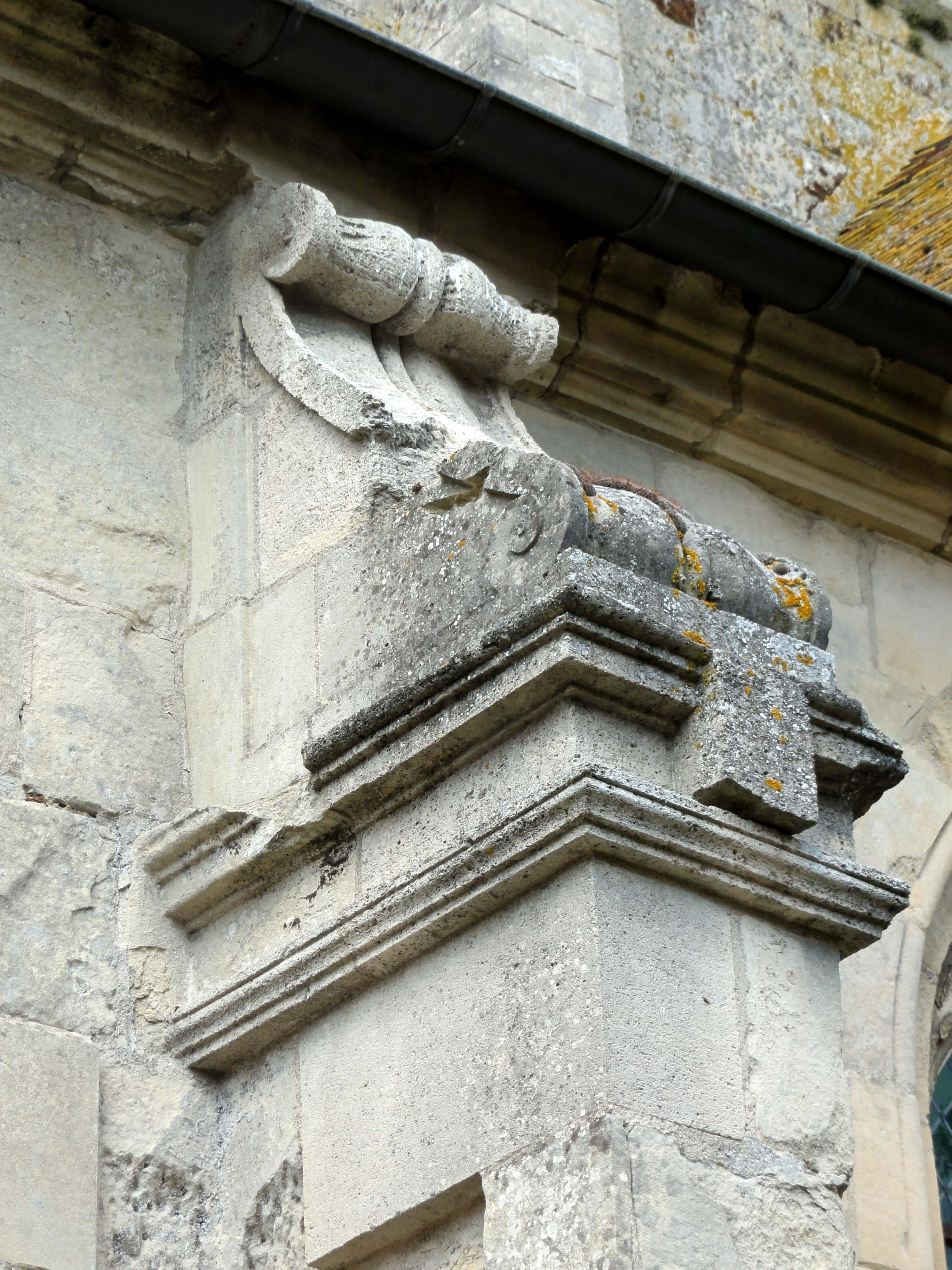
Bas-côté sud, 2e contrefort intermédiaire
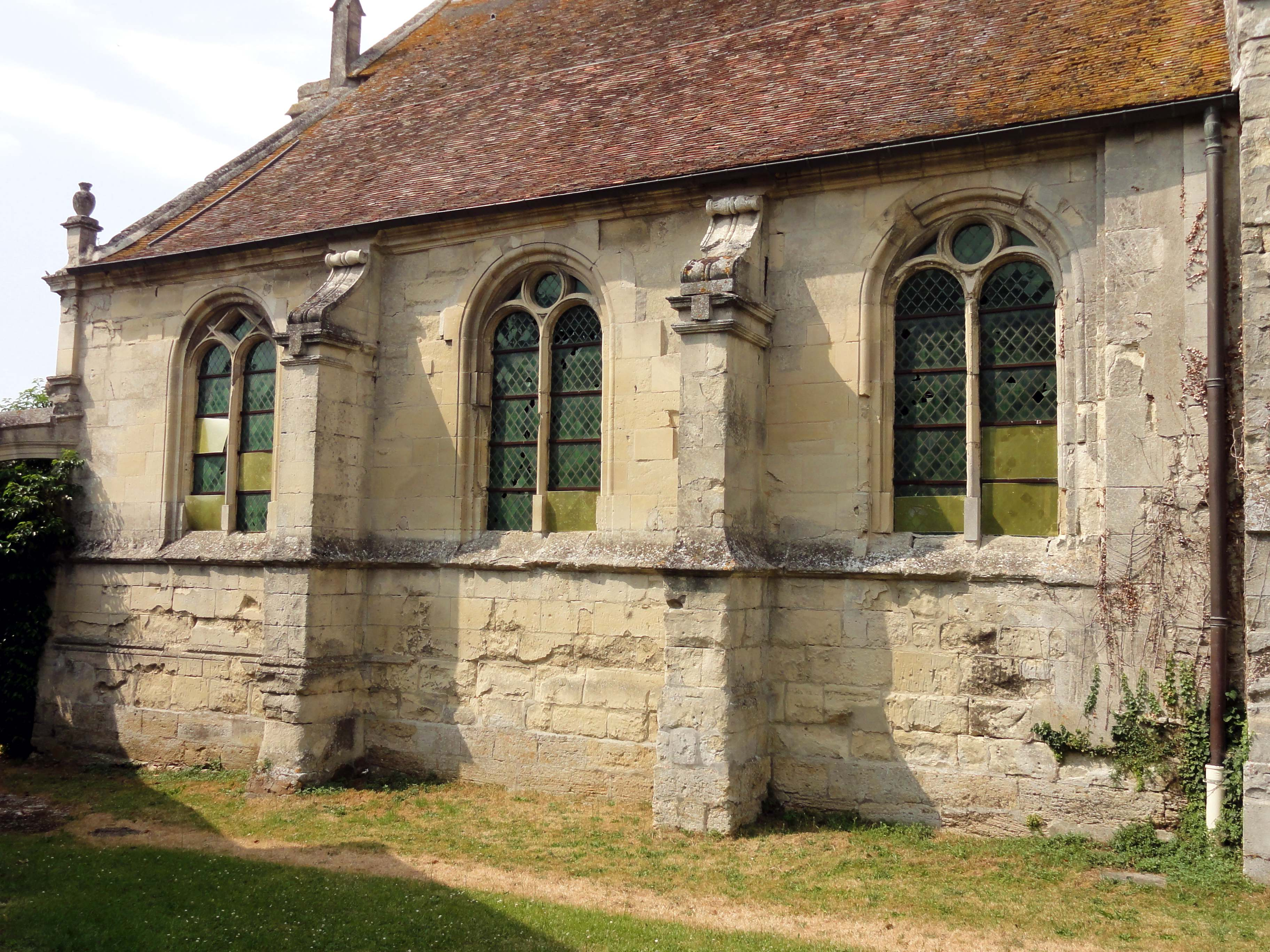
Bas-côté sud.

#### Parties orientales et clocher

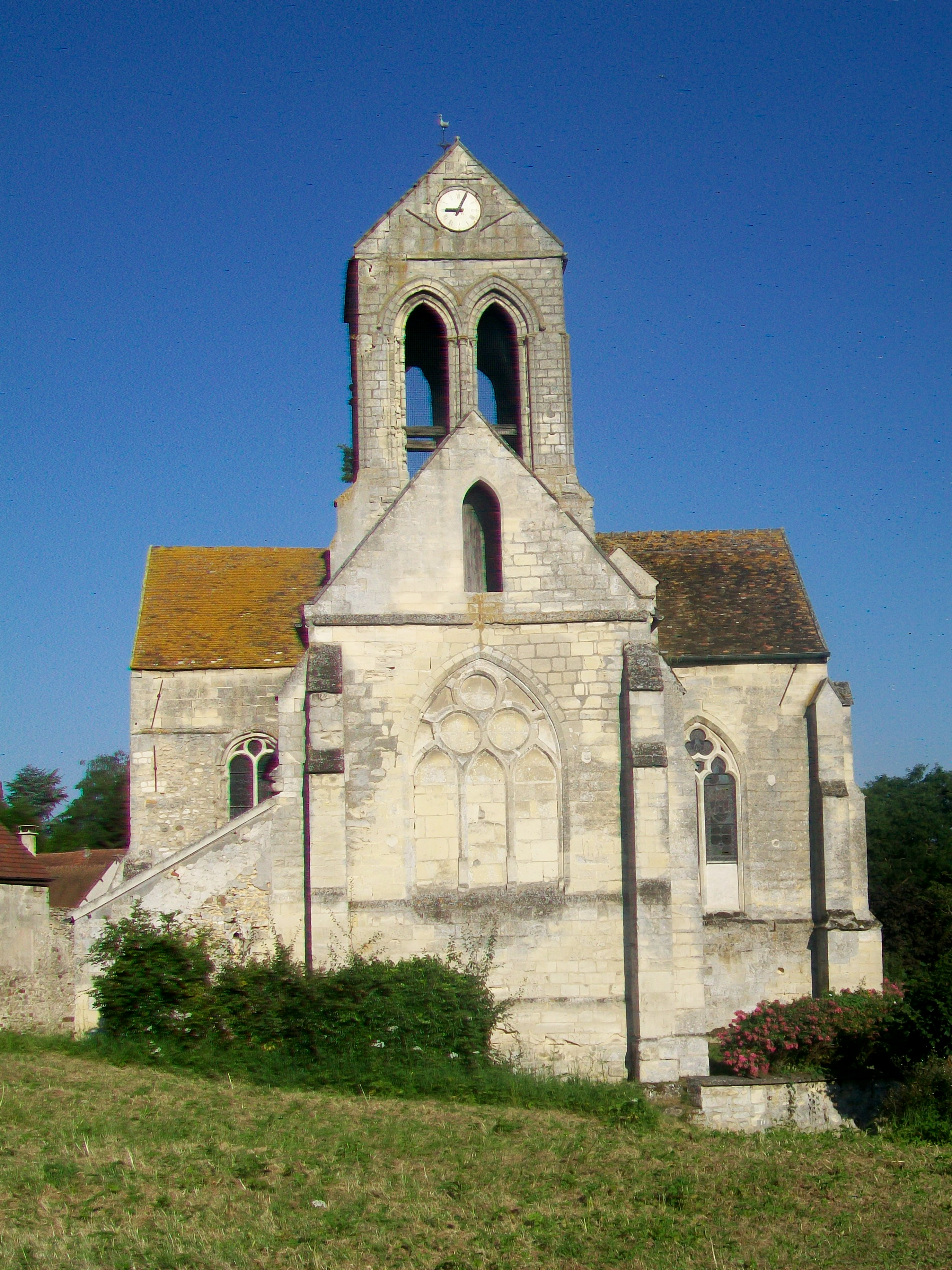
Vue depuis l'est.

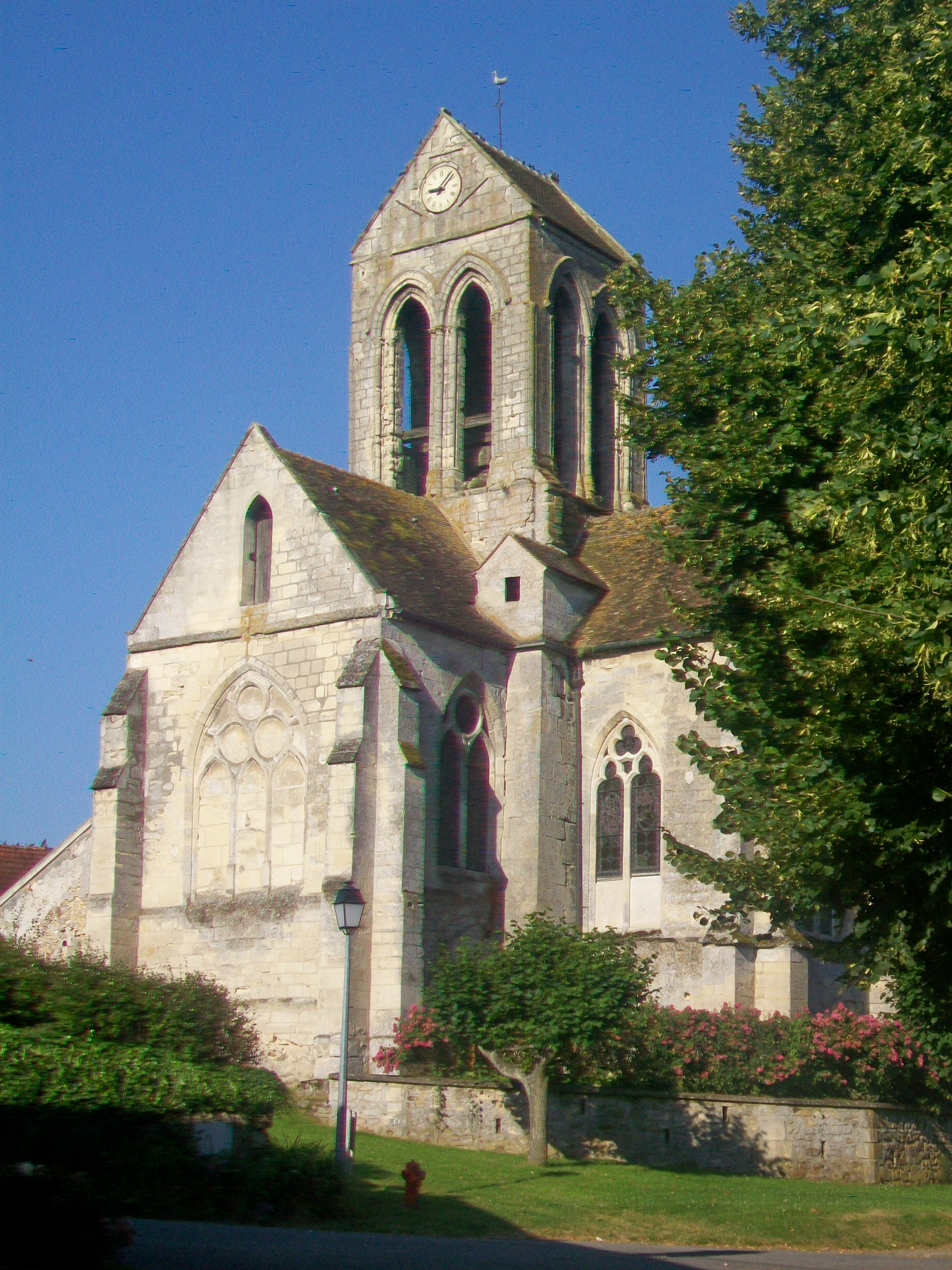
Vue depuis le nord-est.

Les croisillons et le chœur sont très sobres, et ont pour unique décoration une corniche portée par de petits modillons cubiques, sans oublier l'effet décoratif du réseau des fenêtres. L'homogénéité entre le croisillon nord et le chœur n'est pas aussi grande que le donnerait à penser leur ressemblance à l'intérieur de l'église. Les murs se retraitent grâce à un fruit à la limite des allèges, qui sont plus élevés sur le chœur. En bas des pignons, les murs se retraitent par un larmier. Le pignon oriental est percé d'une baie en tiers-point relativement grande, qui est fermée par une porte en bois. Au nord, l'ouverture analogue est moins haute, et désaxée vers la gauche. Les chœur est épaulé par deux contreforts orthogonaux par angle, qui se retraitent une fois par un fruit, et une fois par un glacis formant larmier, avant de s'amortir par un glacis formant larmier plus long. Le croisillon nord possède également deux contreforts orthogonaux par angle, mais ils ont apparemment été refaits au moment de la construction du bas-côté sud et de la nef : en effet, le même larmier qui court à la limite des allèges du bas-côté se substitue au fruit, et le couronnement est formé par un chaperon en bâtière visible sur les contreforts occidentaux de la nef. Le larmier intermédiaire reste toutefois le même qu'au chevet. La cage à horloge dans l'angle entre chœur et croisillon nord est de plan carré, et sans caractère. On peut faire le même constat à propos de la sacristie, que Léon Plancouard date du XVIe siècle, et « dans laquelle on remarque deux époques de construction ». Quant au croisillon sud, il est d'un aspect quelque peu disgracieux, car devenu irrégulier. Contrairement au reste, l'appareil est constitué de moellons, sauf pour les contreforts et la partie haute du mur oriental. Les contreforts sont ceux d'origine et ressemblent à leurs homologues du chœur, mais à l'angle sud-est, ils s'arrêtent à un niveau très bas, au début des fenêtres. La petite porte en dessous de la fenêtre méridionale est en anse de panier, et non décorée,.
Le clocher en bâtière se compose d'un étage intermédiaire aveugle, destiné à faire émerger l'étage de beffroi des combles, et de l'étage de beffroi, qui se distingue par sa hauteur importante d'environ 8 m et son caractère élancé. Il n'y a de contreforts qu'au nord et au sud, et ils paraissent modernes. Ils s'arrêtent au début de l'étage de beffroi, dont le début est marqué par un bandeau biseauté. Sur chaque, l'étage est ajouré de deux grandes baies en arc brisé de 1,30 m de largeur, qui s'ouvrent sous une double archivolte torique, qui retombe sur des colonnettes à chapiteaux. Les archivoltes supérieures des deux baies d'une face se partagent une même colonnette devant le trumeau. Des colonnettes identiques existent par ailleurs à chaque angle de l'étage, où ils s'arrêtent également au niveau des impostes des baies, sans céder la place à un autre élément décoratif. Chaque baie est en outre surmonté d'un bandeau biseauté en forme de sourcil, qui retombe sur des têtes grimaçantes. Des corniches de petits modillons cubiques existent au nord et au sud. À l'est et à l'ouest, un larmier souligne le début des pignons, qui arborent aujourd'hui des cadrans d'horloge. Le coq de la girouette se situe à 33 m de hauteur. - Pour Monique Rivoire, le clocher de Cléry appartient au même groupe que ceux d'Auvers-sur-Oise, Delincourt, Nucourt, Oinville-sur-Montcient, Vaudancourt, etc. Elle souligne que Pierre Coquelle se trompe en datant le clocher actuel de 1322,,. Bernard Duhamel précise cette pensée, et établit un rapport de filiation : le clocher d'Auvers-sur-Oise reproduit le modèle de Cléry, qui lui-même serait lui-même inspiré du clocher ancien de l'église de Nucourt. Léon Plancouard pense que les mêmes artisans qui ont réalisé le clocher de Cléry ont ensuite élevé le clocher du Bellay-en-Vexin.

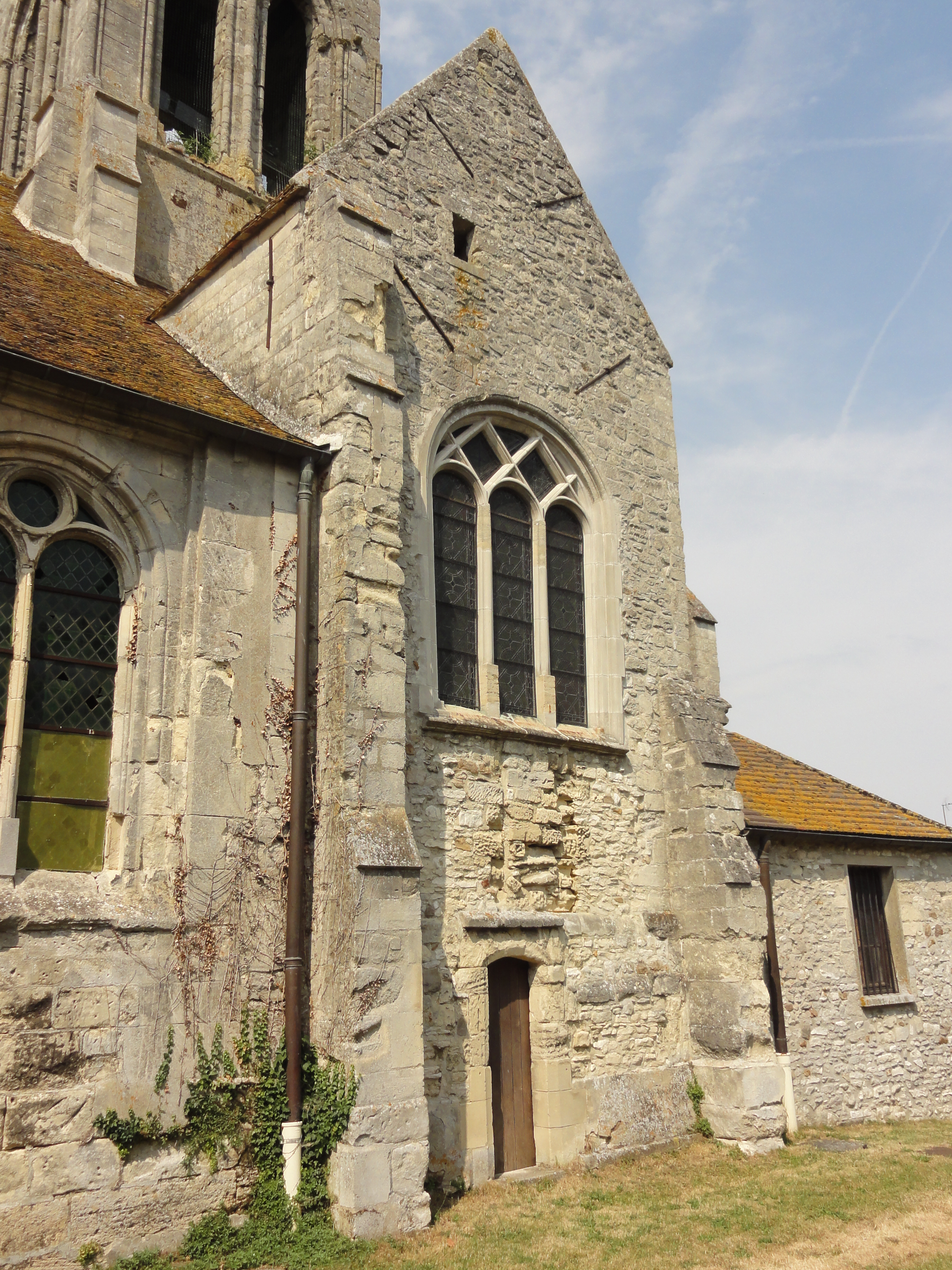
Croisillon sud.
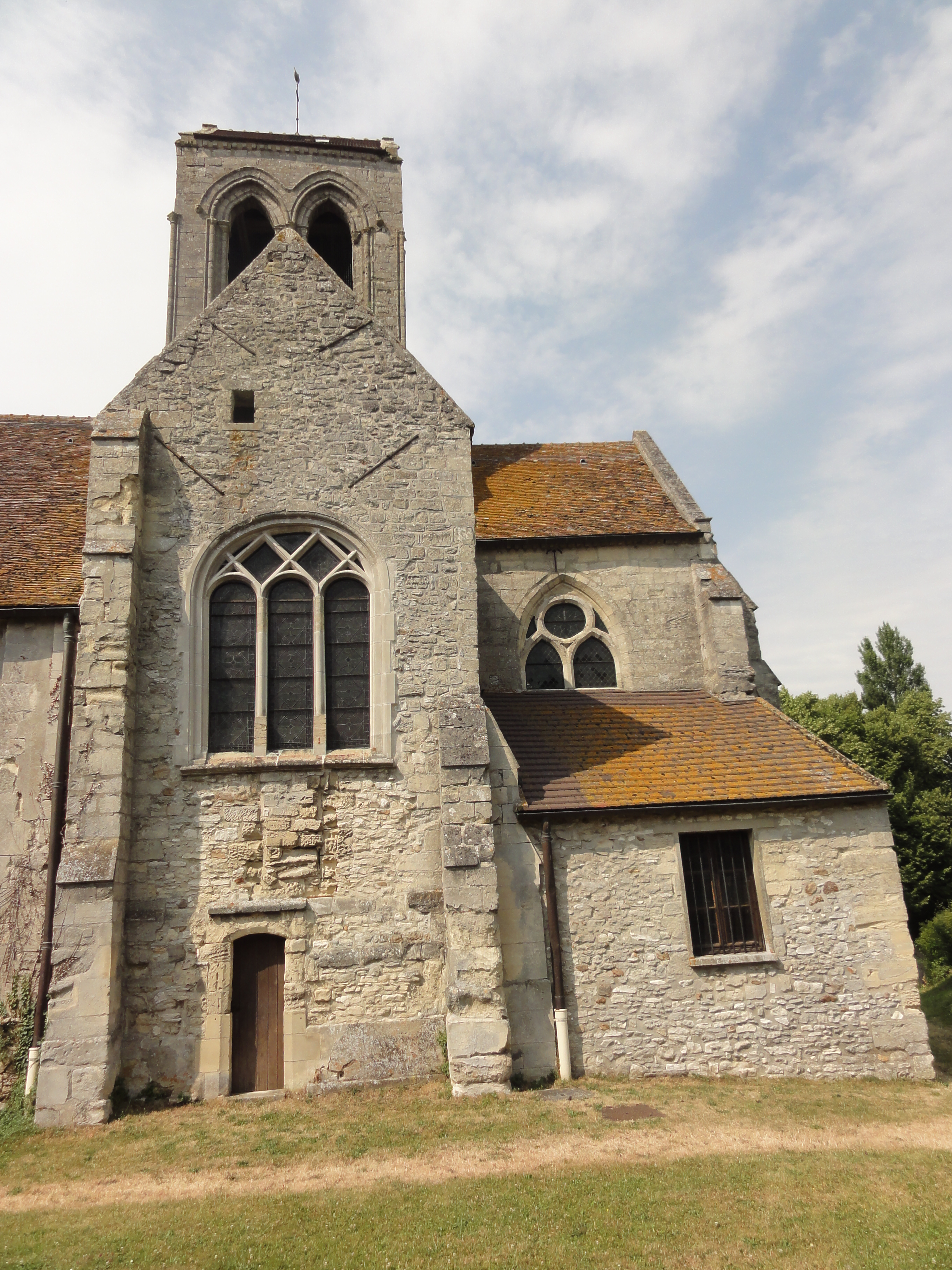
Croisillon sud et chœur.
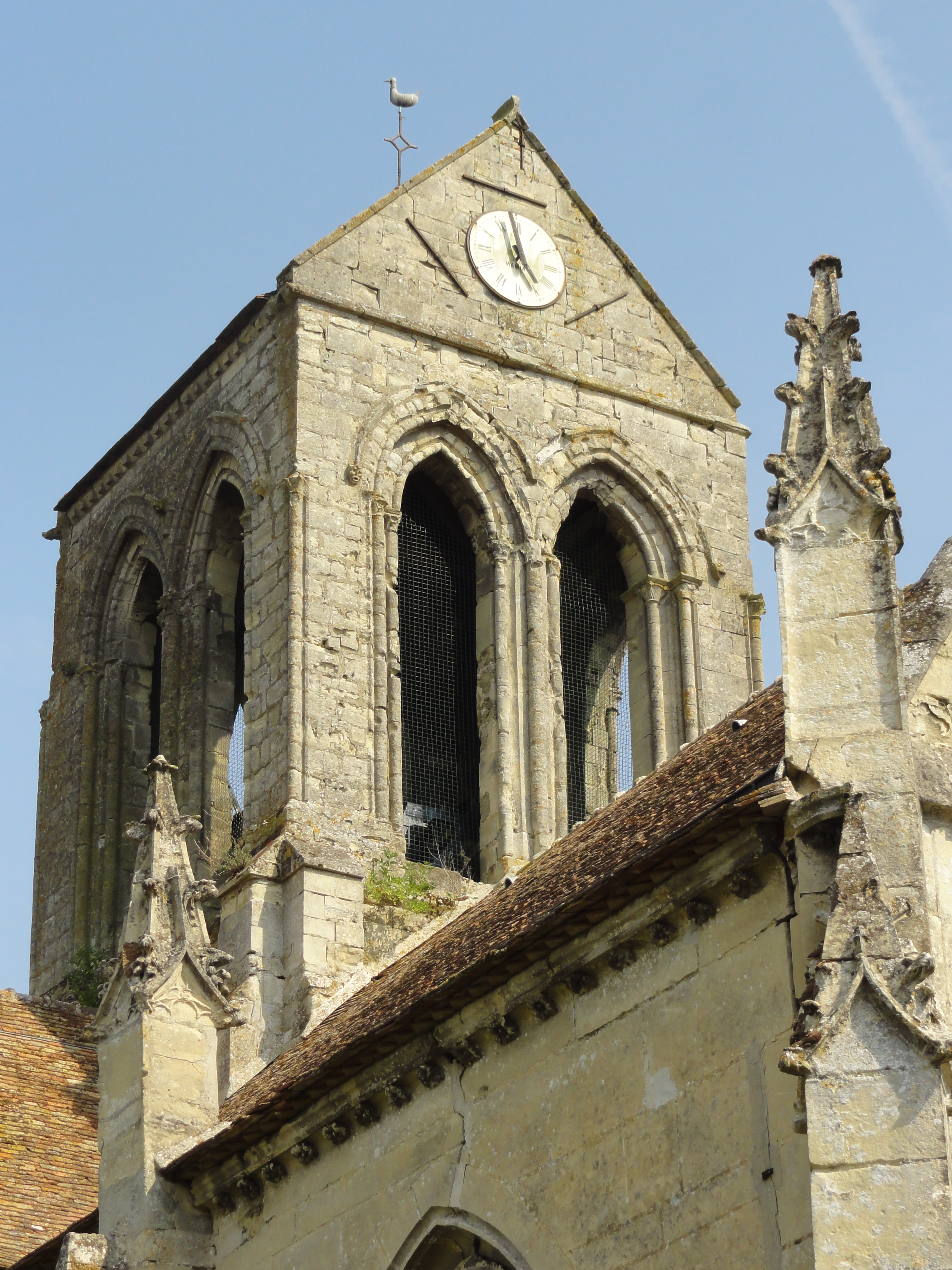
Clocher, côté sud-ouest.
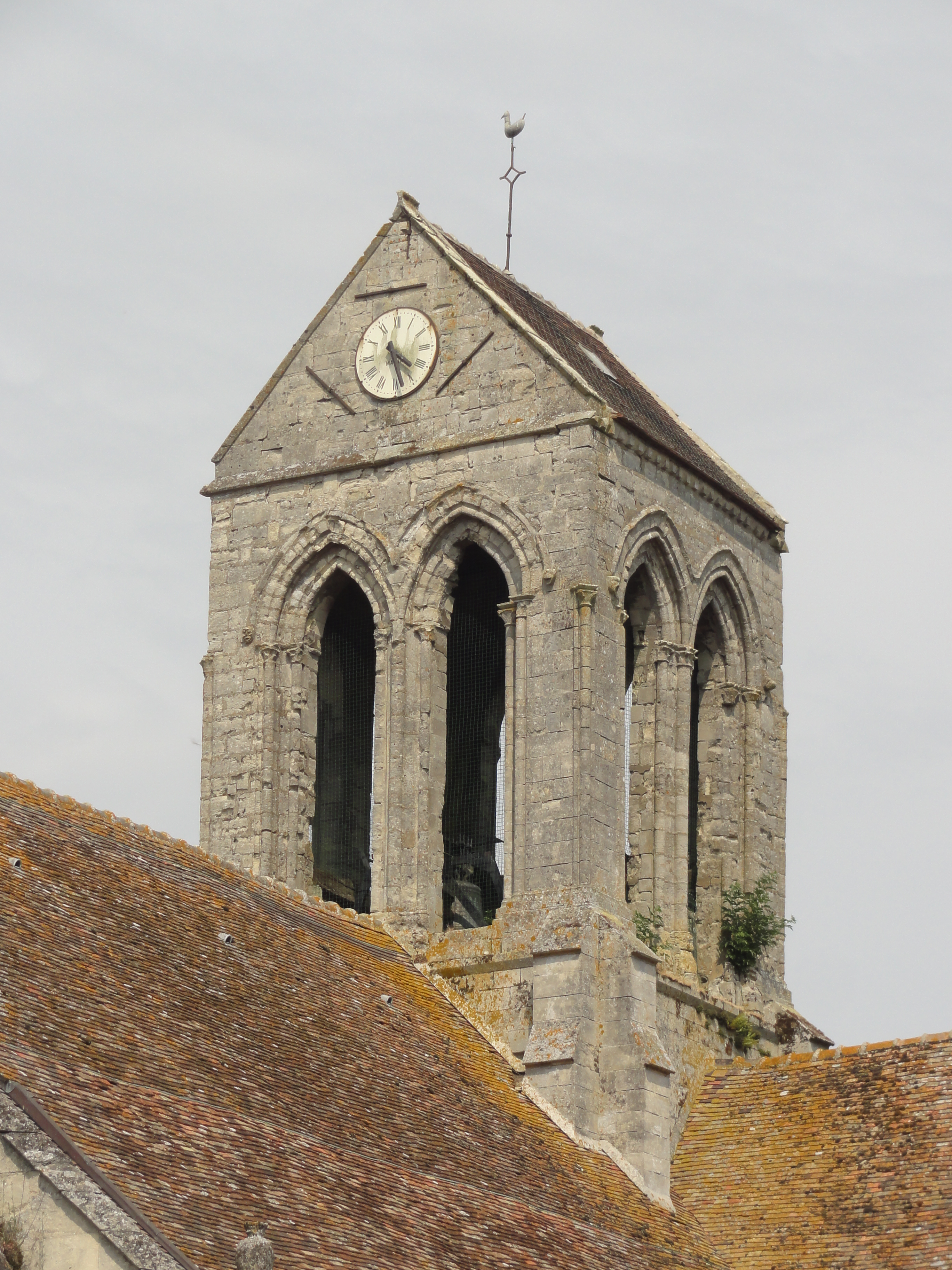
Clocher, côté sud-ouest.

## Mobilier

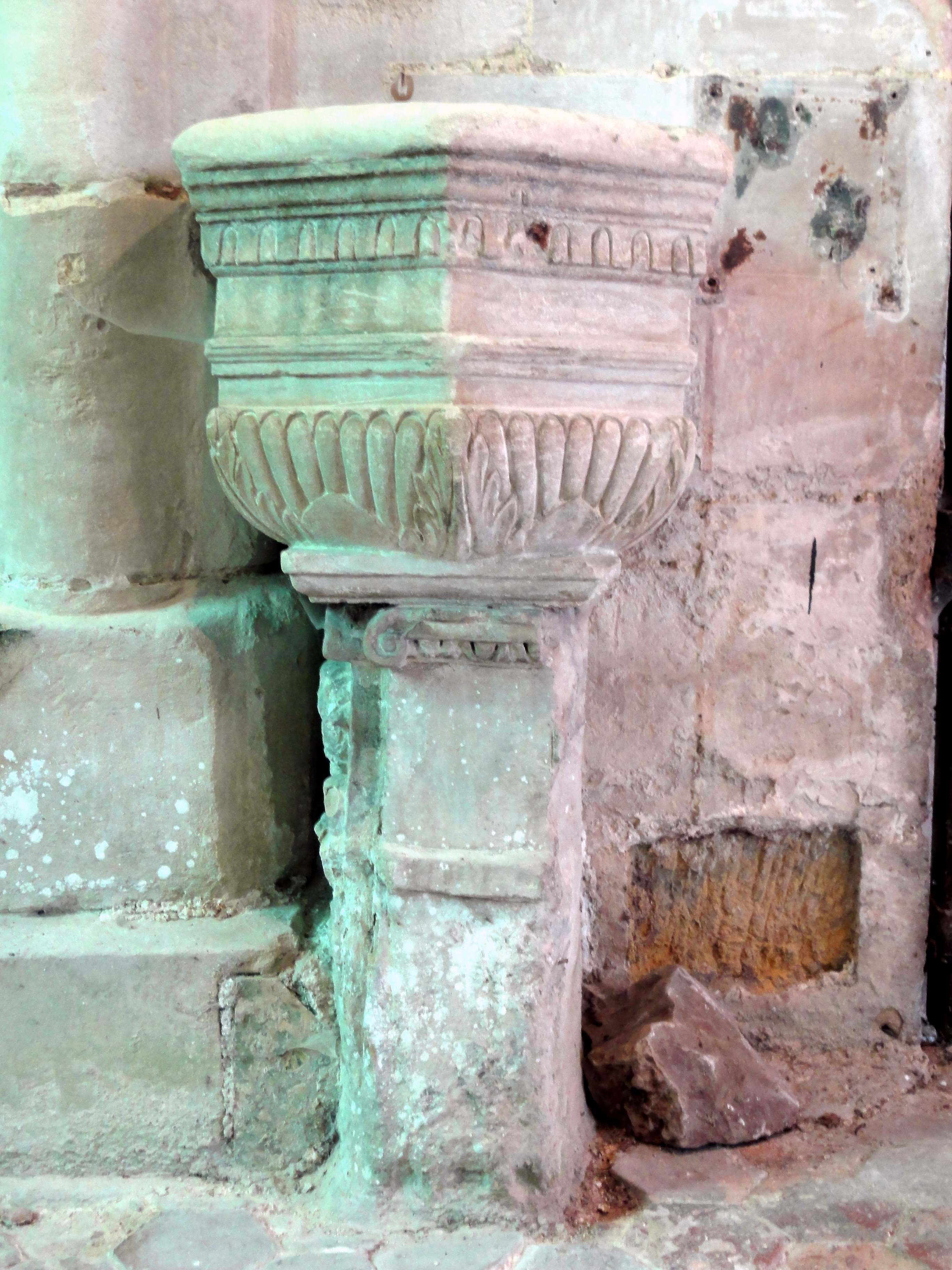
Bénitier Renaissance.

Parmi le mobilier de l'église, un seul élément est classé monument historique au titre objet par un arrêté du 14 novembre 1907. Il s'agit d'une statue en pierre de la Vierge à l'Enfant, qui mesure 118 cm de hauteur, et date du XIVe siècle. Elle provient du trumeau du portail occidental, où Monique Rivoire la trouve encore en 1944. Plus tard, elle a été rentrée dans l'église, et une réplique a été confectionnée pour ne pas laisser vide l'emplacement d'origine. Aujourd'hui, la Vierge n'est plus visible dans l'église. Rares sont les éléments de son mobilier à présenter un certain intérêt artistique et historique. Les statues sont sulpiciennes. L'on peut seulement signaler le bénitier, qui affiche le style de la Renaissance. Son pied présente en face un pilastre ionique, et la partie inférieure de la cuvette est sculptée de godrons, ainsi que de feuillages aux angles. La partie supérieure de la cuve est moulurée à la façon d'un entablement. Léon Plancouard signale un cartouche arborant un écusson martelé, et une tête de chérubin flanquée d'ailes, traduisant pour lui la signature artistique de Jean Grappin. Le confessionnal baroque, et notamment le panneau ajouré de la loge centrale, est également de belle facture, mais l'on manque de renseignements sur ce meuble. Au début du XXIe siècle, le Christ en croix de l'ancienne poutre de gloire gisait encore dans les combles.